# インディアナ州
座標: 北緯40度 西経86度 / 北緯40度 西経86度

インディアナ州
State of Indiana

州の愛称: 開拓民の州
The Hoosier State州のモットー: アメリカの十字路
The Crossroads of America

インディアナ州（インディアナしゅう、英: State of Indiana [ɪndiˈænə] ( 音声ファイル)）は、アメリカ合衆国の中西部に位置する州。五大湖地域にも含まれる。アメリカ合衆国50州の中で陸地面積では第38位、人口では第17位である。前身のインディアナ準州から1816年12月11日に合衆国19番目の州に昇格した。州の北はミシガン州に、東はオハイオ州、西はイリノイ州、南はケンタッキー州に接している。州都はインディアナポリス市であり、人口最大の都市でもある。
| 家庭で話される言語（インディアナ州） 2010 | 家庭で話される言語（インディアナ州） 2010 | 家庭で話される言語（インディアナ州） 2010 | 家庭で話される言語（インディアナ州） 2010 | 家庭で話される言語（インディアナ州） 2010 |
| ----------------------------------------- | ----------------------------------------- | ----------------------------------------- | ----------------------------------------- | ----------------------------------------- |
|                                           |                                           |                                           |                                           |                                           |
| 英語                                      | 英語                                      |                                           | 92.23%                                    | 92.23%                                    |
| スペイン語                                | スペイン語                                |                                           | 4.39%                                     | 4.39%                                     |

| 人種構成（インディアナ州） 2010 | 人種構成（インディアナ州） 2010 | 人種構成（インディアナ州） 2010 | 人種構成（インディアナ州） 2010 | 人種構成（インディアナ州） 2010 |
| ------------------------------- | ------------------------------- | ------------------------------- | ------------------------------- | ------------------------------- |
|                                 |                                 |                                 |                                 |                                 |
| 白人                            | 白人                            |                                 | 81.5%                           | 81.5%                           |
| 黒人                            | 黒人                            |                                 | 9.1%                            | 9.1%                            |
| ヒスパニック                    | ヒスパニック                    |                                 | 6.0%                            | 6.0%                            |
| アジア系                        | アジア系                        |                                 | 1.6%                            | 1.6%                            |
| インディアン                    | インディアン                    |                                 | 0.3%                            | 0.3%                            |
| 混血                            | 混血                            |                                 | 2.0%                            | 2.0%                            |

## 州名の由来
州名は「インディアンの土地」を意味する。この名前は少なくとも1760年代に遡るが、北西部領土から分離してインディアナ準州が成立した1800年に、アメリカ合衆国議会によって現在のインディアナ州、イリノイ州、ウィスコンシン州、ミネソタ州にあたる地域に適用されたのが最初である。
インディアナ州住民は「フージャー」と呼ばれている。この言葉の語源は諸説あるが、インディアナ州歴史局とインディアナ州歴史協会が提唱する有力な説としては、アップランドサウス地域で野卑な田舎者を指す蔑称から来ているというものである。また、現地の人は、「中西部インディアナ州訛りの英語で"Who's there?"と発音した場合、"Hoosier"に聞こえる」と説明する。

## 歴史

### 先史時代・植民地時代
現在のインディアナ州となった領域の最初の住人は、氷河時代の終わりに氷河が溶けた後、紀元前8000年ごろに入ってきたパレオ・インディアンだった。彼等は小さな集団に別れ、マストドンなど大型動物を狩猟する移動性の民だった。チャートを叩いたり砕いたり剥がしたりして石器を作った。紀元前5000年から4000年の古代には次の先住民文化が興っていた。この人々は文明化の重要なステップとして新しい道具を作り、調理を始めていた。その道具には様々な形状の槍先やナイフ、鏃があった。石斧のような石を加工する道具や、木材を加工する道具、また石臼などもあった。この期間の後期には土盛りのマウンドや貝塚を築いており、集落が恒久的なものに変わってきたことを示している。古代は紀元前1500年ごろに終わったが、その流れを引く人々は紀元前700年ごろまで住んでいた。その後はウッドランド時代となり、様々な新しい文化が現れた。この期間には土器や陶器を作り、穀物の栽培を拡大した。アデナ文化では埋葬儀式を行い、土盛りマウンドの下に木材の墓を作った。ウッドランド時代の中期、ホープウェル文化では遠距離の地との交易を始めていた。後期には生産性の高い農耕法を始め、トウモロコシやカボチャなどを栽培していた。ウッドランド時代は西暦1000年ごろに終わった。
ミシシッピ文化は西暦1000年ごろから、ヨーロッパ人が到着する直前の15世紀まで続いた。この期間にはその宇宙観に従った大型の集落を造り、儀式や公共の用途のために大きなマウンドや広場を造った。集落の集積度は農業生産量の余裕度に依存していた。そのような複合的集落の例がインディアナ州南部にあるエンジェル・マウンドである。広場や舞台状のマウンドのような公共の大型空間があり、そこに指導者が住み儀式を行った。インディアナにおけるミシシッピ文化は現在でも分からない理由で1400年代半ばに崩壊した。ヨーロッパ人がこの地域に到着したとき、インディアン部族はアルゴンキン語族の異なる言語を話していた。その中にはショーニー族、マイアミ族、イリノイ族などがいた。これに東部が逃亡してきた部族が加わった。
1679年、フランス人探検家ロベール＝カブリエ・ド・ラ・サールがセントジョセフ川沿い現在のサウスベンド市に達した後、インディアナを横切った最初のヨーロッパ人となった。ラーサールは翌年にも戻ってきて地域のことを調べた。間もなくフランス系カナダ人の毛皮交易業者が入ってきて、インディアンと交易を行い、毛皮の代償に毛布、宝石、道具、ウィスキー、武器などを与えた。1702年までに、スール・ジュシュローがビンセンズ近くに最初の交易基地を設けた。1715年、スール・ド・ビンセンヌがケキオンガ、現在のフォートウェインにマイアミ砦を建設した。1717年、カナダ人のピコート・ド・ベレトルがウォバッシュ川沿いにウィアテノン砦を建設し、エリー湖からミシシッピ川までのインディアン交易ルートを支配しようとした。1732年、スール・ド・ビンセンヌはビンセンズに2番目の毛皮交易基地を建設した。以前にはインディアンからの敵対があったために基地を離れていたフランス系カナダ人開拓者が大挙して戻ってきた。その後幾らも経たないうちに、イギリス人開拓者が東部から移ってきて、魅力ある毛皮交易の支配を巡りカナダ人と争うようになった。その結果、1750年代を通じて、フランス人とイギリス人の植民者の間に戦闘が続いた。

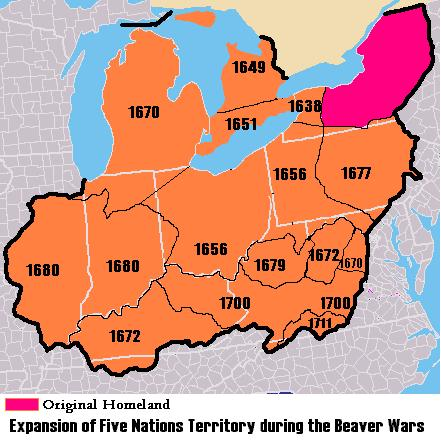
イロコイ連邦がビーバー戦争（1600年代半ば）で支配した地域、オハイオ川上流や中流は住人が居なくなった

フレンチ・インディアン戦争（七年戦争の北アメリカ戦場）のとき、インディアナのインディアンはフランス系カナダ人の側に付いた。1763年にイギリスが勝利し、フランスは北アメリカにおけるイギリス植民地の西部と北部の領土をイギリスに割譲することを強いられた。
それでもインディアナのインディアンは諦めなかった。ポンティアック戦争の間にウィアテノン砦とマイアミ砦を破壊した。イギリスによる1763年宣言で、アパラチア山脈から西の領土はインディアン領土と呼ぶインディアンの土地とされ、この地域から開拓者を閉め出した。1775年、イギリスの植民地では自治とイギリスからの独立を求めてアメリカ独立戦争が始まった。戦闘の大半は東海岸とその近くで起こったが、西部ではジョージ・ロジャース・クラークのような軍人がイギリスと戦うための軍隊を求めた。クラークの部隊は重要な戦闘に勝利し、1779年2月25日にはビンセンズ砦とサックビル砦を占領した。この戦争中、クラークは西部から東部植民地人を攻撃しようというイギリス軍を阻止することに成功した。その功績はアメリカ独立戦争の流れを変えたとされている。パリ条約によって戦争が終結すると、イギリスは五大湖より南の領土を新生アメリカ合衆国に譲渡したが、それには支配していなかったインディアンの土地も含まれていた。

### 合衆国編入以降
1787年、アメリカ合衆国は現在のインディアナを北西部領土に含めた。1800年、議会は北西部領土からオハイオ州を分離し、残りをインディアナ準州と指定した。トーマス・ジェファーソン大統領は準州知事にウィリアム・ハリソンを指名し、ビンセンズを準州都とした。ミシガン州が分離し、イリノイ準州が設立されると、インディアナは現在の領域になった。
1810年、ショーニー族の酋長テクムセとその弟テンスクワタワが、他の部族に呼びかけてヨーロッパ系開拓地に抵抗するようになった。緊張が生まれるとアメリカ合衆国政府はハリソンに、テクムセの同盟に対して先制攻撃を掛けることを認めた。1811年11月7日ティッペカヌーの戦いでアメリカが勝利した。テクムセは1813年のテムズの戦いで戦死した。その死後は武力に訴える抵抗が無くなった。インディアナのインディアン部族の大半は、後の1820年代から1830年代に土地買収交渉を通じて、ミシシッピ川から西の土地へ移住させられた。
1813年12月、コリードンがインディアナ準州2番目の州都に指定された。その2年後、準州議会によって州昇格の請願が承認されアメリカ合衆国議会に送られた。アメリカ合衆国議会では授権法が成立し、インディアナ憲法を起草するための代議員を選出することになった。1816年6月10日、コリードンで代議員が集まり、19日間で憲法を書き上げた。1816年12月11日、ジェームズ・マディソン大統領が19番目の州としてインディアナの州昇格を承認した。1825年、州都はコリードンからインディアナポリスに移され、その26年後には2代目の州憲法が採択された。州昇格後、新政府はインディアナを原生地のフロンティアから、開発が進み、人が住み、繁栄する州にするために動き、人口や経済の変化が起こってきた。州の設立者達は、道路、運河、鉄道を建設し、州の予算で公立学校を建てる計画を始めた。この計画は州財政に破綻を来たさせたが、土地と生産品の価格は4倍以上になった。19世紀前半には多くの移民が州内に入ってきた。最大の民族はドイツ人であり、他にもアイルランドやイングランドからの移民が多かった。イギリスを起源とするアメリカ人はニューヨーク州、ニューイングランド、ペンシルベニア州などの地域から移ってきた。

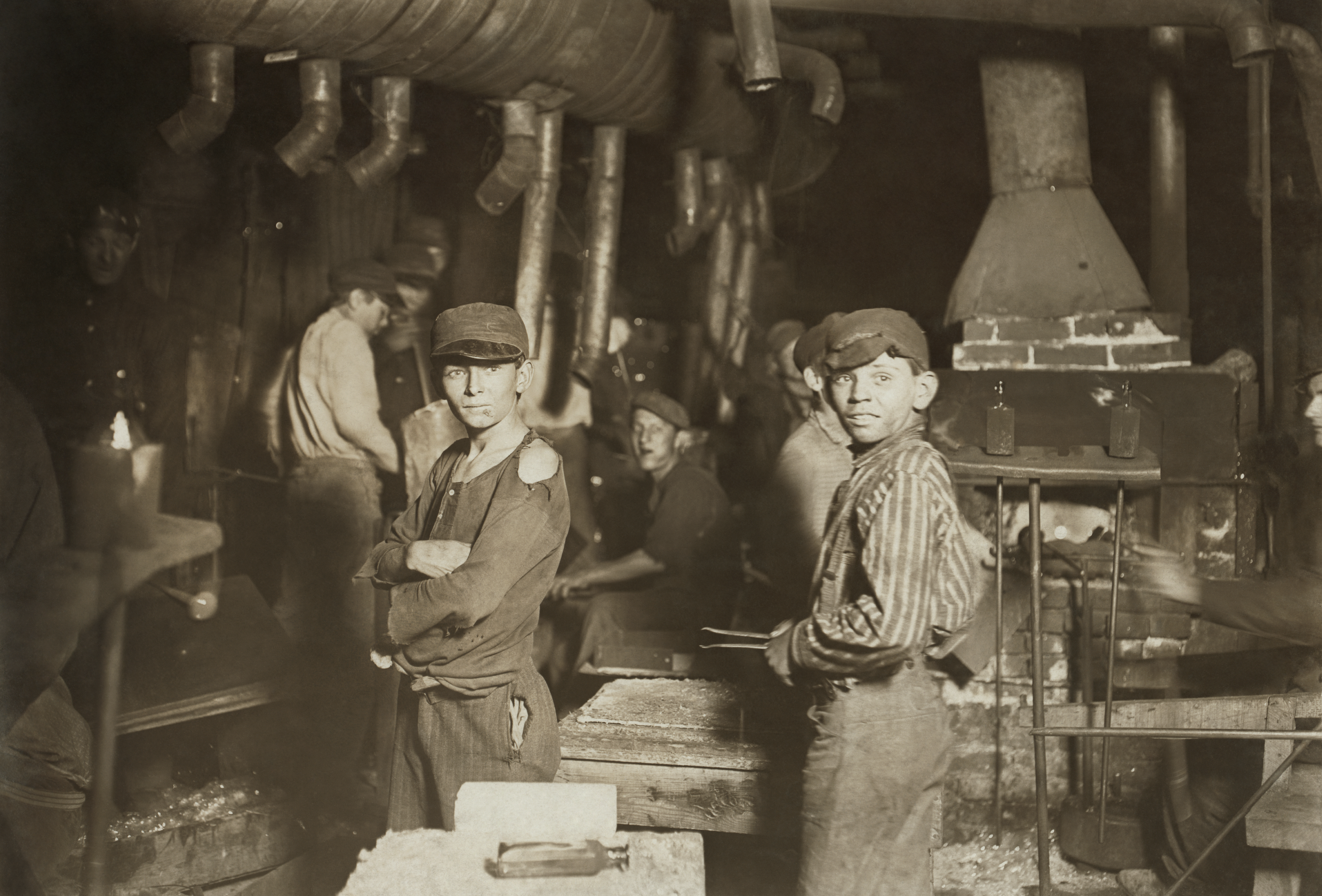
ガラス工場の少年労働者、ルイス・ハイン撮影、1908年8月

南北戦争のとき、インディアナは国内事情に政治的な影響を及ぼし、重要な役割を担った。戦争のために最初に動員を掛けた州として、戦中の主要会戦全てに州出身の兵士が参加した。歩兵連隊126個、砲兵連隊26個、騎兵連隊13個が北軍に参加した。1861年、徴兵数7,500人を割り当てられた。最初の呼びかけに多くの志願者が出てきたので、その中の多くの者は故郷に戻った。終戦までにインディアナ州から208,367人が出征した。その中で戦死は24,416人、負傷者は5万人を超え、死傷率は35%以上となった。州内で起こった唯一の戦闘は、モーガンの襲撃の間のコリドンの戦いだった。この戦闘で15人が戦死し、40人が負傷し、355人が捕虜になった。
南北戦争後、インディアナ州の産業は州北部で加速度的に成長を始めた。これは労働組合と普通選挙運動の発展にも貢献した。19世紀後半にはインディアナ州のガスブームで、安い燃料を供給し工業化が急速に進展した。20世紀初期には新しい自動車産業と結ばれて強力な工業州になった。国内で最初に事業に成功した自動車会社のヘインズ・アパーソンが1925年までコーコモーで操業していた。インディアナポリス・モーター・スピードウェイが建設され、自動車関連産業が生まれて発展していった。
1930年代は国内の他地域と同様に世界恐慌の影響を受けた。経済不況により都市部の衰退など幅広い負の影響があった。これはダストボウルの発生で加速され、中西部の田園部から多くの住人が流出した。ポール・V・マクナット知事の政権は弱り切った民間事業を支援するために州予算で福祉制度を作り上げた。不況に対応するために歳出と税金が劇的に切りつめられ、州政府の構造が完全に作り直された。マクナットは州の中で禁酒法を終わらせ、州最初の所得税を法制化した。労働者のストライキには何度か戒厳令を発動した。第二次世界大戦が州経済の浮揚に貢献した。戦争は鉄鋼、食料など州内で生産される物資を必要とした。州人口のおよそ10%が軍隊に入り、数多い会社が軍需物資の契約を受けて製造した。工業の発展が戦争需要にあい、世界恐慌を終わらせた。
第二次世界大戦が終わると、生産は世界恐慌の前の水準に戻った。工業が主要な雇用主となり、その傾向は1960年代に入るまで続いた。1950年代と1960年代の都市化の進行で、州内の都市はかなり成長した。自動車、鉄鋼、薬品産業が主要な事業だった。州人口は戦後も成長を続け、1970年には500万人を超えた。1960年代、マシュー・E・ウェルシュ知事の政権で、最初の消費税2%を採用した。学校は1949年に人種統合を行った。1950年国勢調査では州人口の95.5%が白人、4.4%が黒人だった。ウェルシュは州議会と共同して公民権法を成立され、雇用を求める少数民族を平等に保護することを認めた。
1970年から州憲法に一連の修正が提案された。その採択によりインディアナ州控訴裁判所が創設され、裁判所判事の指名手続きが調整された。
1973年の石油危機で不況となり州内の自動車産業に打撃を与えた。デルコ・エレクトロニクスやデルファイ・コーポレーションのような企業が一連の縮小を始め、アンダーソン、マンシー、コーコモーなどの工業都市で高い失業率を生んだ。脱工業化の傾向は1980年代まで続き、そのご国内と州の経済は多様化と回復を始めた。

## 地理

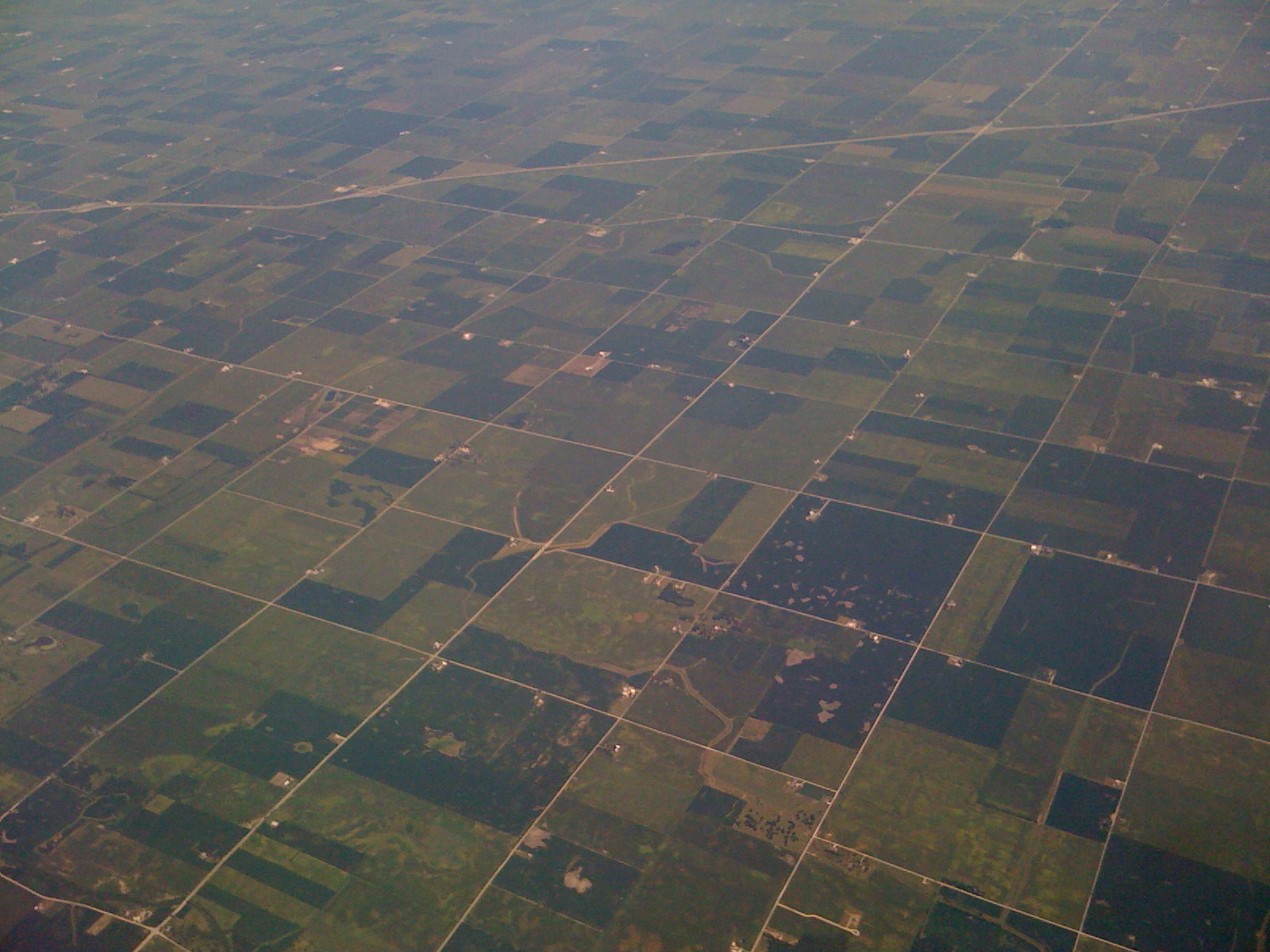
真四角な農地がインディアナ州の領域に続いている

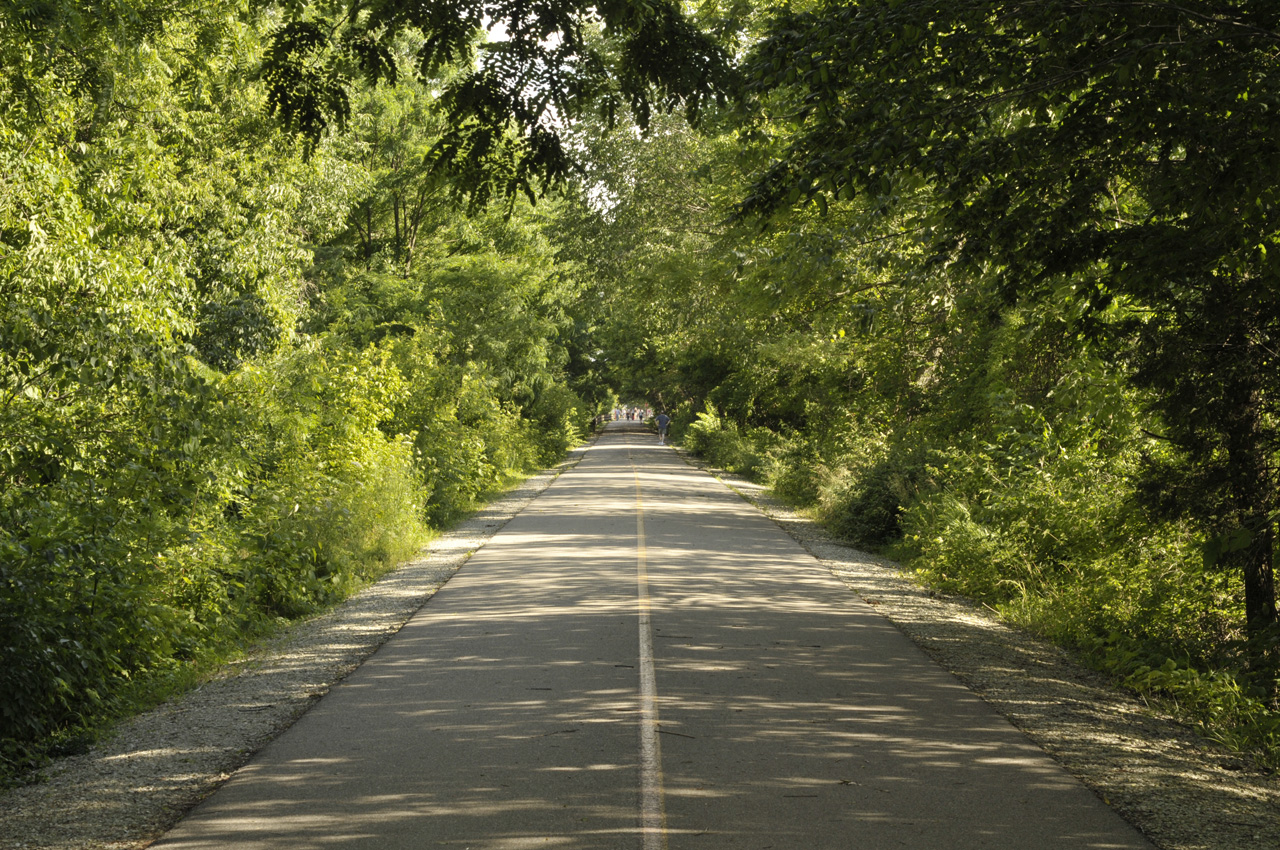
モノン・トレイル

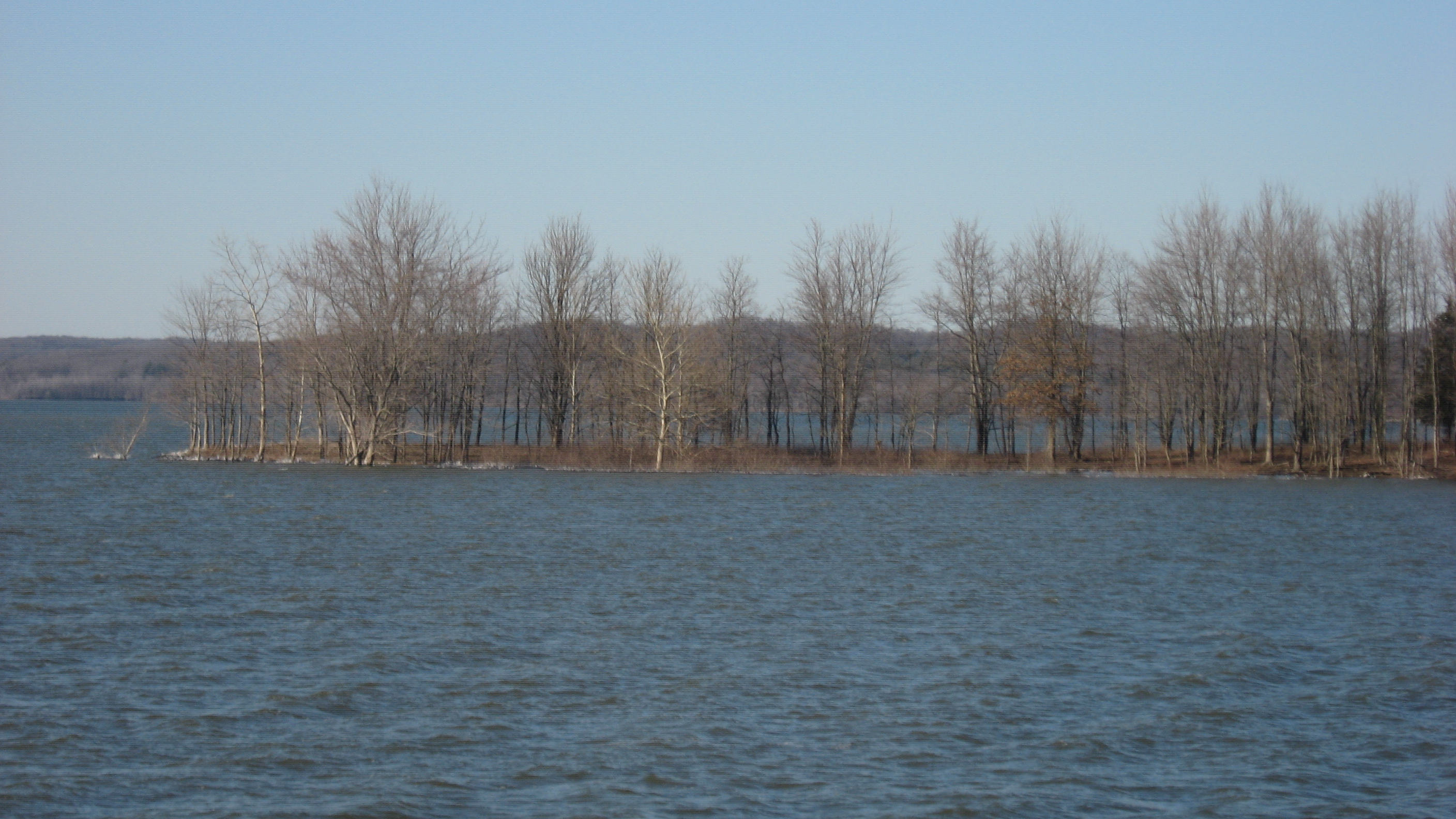
イプシロンII考古学遺跡、ブルーミントンの南東、モンロー湖の半島にあるランスバーグ・スカウト保留地

インディアナ州はアメリカ合衆国中西部にあり、五大湖地方を構成する8州の1つである。ミシガン湖とミシガン州が北側で、オハイオ州と東側で、オハイオ川を境にしてケンタッキー州と南側で、およびイリノイ州と西側で接している。総面積は36,418平方マイル (94,320 km2) であり、国内50州の中で第38位である。南北は約250マイル (400 km)、東西では最大145マイル (233 km) ある。地理的重心はマリオン郡にあり、座標は北緯39度53.7分、西経86度16.0分である。
平均標高は約760フィート (230 m) である。最高地点はウェイン郡にあるフージャー・ヒルで、標高は1,257フィート (383 m)、最低地点はポージー郡でウォバッシュ川がオハイオ川に注ぐ所であり、標高は320 フィート (98 m) である。標高が1,000フィート (300 m) を超えるのは2,850平方マイル (7,400 km2) の土地だけであり、14の郡に入っている。標高500フィート (150 m) 未満の土地が約4,700平方マイル (12,000 km2) ある。
州内には中央低地と内陸低台地という2つの国の指定する自然地域がある。漂礫土平原が中央部を占めている。その外観は氷河が残したものの結果である。この地域には低い丘陵があり、土壌は氷河性の砂、砂利、粘土であり、優れた農地になっている。氷河作用を受けなかった部分は肥沃な流域平野と速い水流で特徴づけられる異なる不安定な様相を呈している。州の所有になる南東部の限られた地域がこの特徴を持っている。流域平野の土壌は肥沃であり、特にホワイトウォーター・バレーのものは優れた農地で知られている。州北西部では、昔の湖の拡大と風の作用により、様々な砂質の丘陵と砂丘がある。カンカキー川の平野ではかなりの数の湖、湿地およびプレーリーがある。北東部では、背の高いモレーンがあり、その1つは高さが200ないし500フィート (61 to 150 m)、幅25マイル (40 km)、長さは100マイル (160 km) に達している。
主要河川はホワイトウォーター、ホワイト、ブルー、ウォバッシュ、セントジョセフ、モーミーの各河川である。インディアナ州自然資源省に拠れば、2007年に環境的に景観の良い川、水流、クリークが65個あり、それは総延長24,000マイル (38,400 km) と推計される水流のほんの一部に過ぎない。ウォバッシュ川はミシシッピ川より西では最長の自然流であり、州の河川に指定されている。
475マイル (760 km) の長さを持つウォバッシュ川は、この州を北東から南西に二分しており、その後に南流する。その大半はイリノイ州とインディアナ州の州境になっている。インディアナ州の2つのテーマソング、州歌「On the Banks of the Wabash」と「The Wabash Cannonball」および「Back Home Again, In Indiana」もこのウォバッシュ川から来ている。カンカキー川は州北部を流れた後にイリノイ川に注いでおり、北西部の人口が多い地域とその他の田園部を分ける役割を果たしている。
州内には1,000以上の湖がある。北西はミシガン湖であり、ポート・オブ・インディアナが州最大の積出港を運営している。水深が最も深い（120フィート、36 m）ティピカヌー湖や、最大の自然湖であるワワシー湖もある。
インディアナ州北部は多くが農場である。しかしながら、この州の北西部隅はシカゴの巨大都市圏の一部でありそのため最も人口が密集している。ミシガン湖畔の都市ゲーリーはインディアナ州内の都市であるが、シカゴの郊外として整備された。
インディアナ州南部は農場及び森林が混合している。フージャー国有林はベッドフォード近郊の200,000エーカー (800 km2) の自然保護区域である。インディアナ州南部は一般的に北部領域より最も丘及び地理的変化が含まれている。
国立公園局の管理及び保護下にある地域は：
- ジョージ・ロジャース・クラーク国立歴公園、ビンセンズ市
- インディアナ砂丘国立湖岸、ポーター市近郊
- リンカーン少年時代国定保護地、リンカーンシティ市

### 気候
インディアナ州は湿潤大陸性気候にあり、冷たい冬と暖かく雨の多い夏が特徴である。州最南部は温暖湿潤気候に入り、他所より雨量が多い。気温は北部から南部まで変化している。冬の最中に平均最高最低気温は北部で30 °F/15 °F (−1 ℃/-10 ℃)、南部で39 °F/22 °F (4 ℃/-6 ℃) となっている。
夏の最中の気温は冬と比べて差が小さく、北部で 84 °F/64 °F (29 ℃/18 ℃)、南部で 90 °F/69 °F (32 ℃/21 ℃) となっている。過去最高気温は1936年7月14日にカレッジビルで記録された 116 °F (47 ℃)、過去最低気温は1936年1月19日にニューホワイトランドで記録された −36 °F (−38 ℃) である。穀物の成長シーズンは北部で155日、南部で185日ある。
時として干ばつが起こるが、年間の降水量は比較的等しくある。北西部のミシガン湖近くで年間35インチ (890 mm)、南部のオハイオ川沿いで年間 45 インチ (1,100 mm)、平均すれば40インチ (1,000 mm) となる。年間降雪量には幅があり、ミシガン湖沿いの北西部で80インチ (200 cm)、南部では14インチ (35 cm) である。比較的暖かいミシガン湖から吹く風と湿気のはたらきで、湖水効果による雪が北西部と北部の降雪のほぼ半分を占める。平均風速は8マイル/時 (3.5 m/s) である。
アメリカ合衆国国立測候所の1950年から2011年のデータに基づく2012年の報告書では、竜巻の発生しやすい20の州で、インディアナ州は第8位になっていた。2011年度の報告書では、州内のサウスベンド市が国内の竜巻の恐れがある20都市の中で第15位だった。2011年度の別の報告書ではインディアナポリス市が第8位だった。その竜巻発生の確率が高いにも拘わらず、インディアナ州は竜巻道に入っていない。
| インディアナ州の平均降水量（mm） |     |     |     |     |     |     |     |     |      |      |      |       |
| 1月                              | 2月 | 3月 | 4月 | 5月 | 6月 | 7月 | 8月 | 9月 | 10月 | 11月 | 12月 | 年間  |
| 63                               | 58  | 85  | 99  | 113 | 106 | 107 | 99  | 79  | 77   | 87   | 80   | 1,054 |

### 時間帯

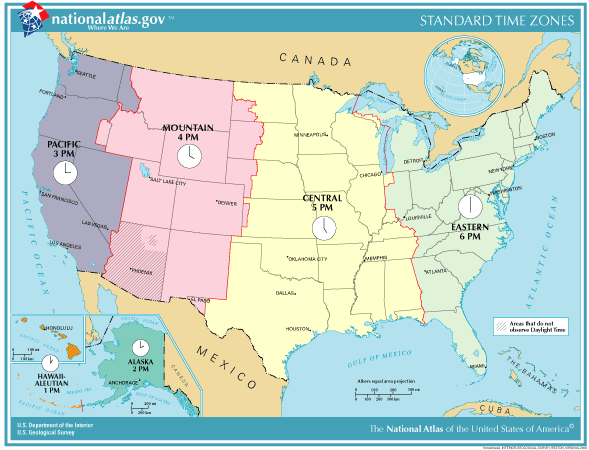
アメリカ合衆国時間帯図、インディアナ州は大半が東部標準時帯に入っている

州内には2つの時間帯が存在し、このような複数の時間帯がある13州の1つである。過去1世紀でその時間帯定義は変動してきた。現在は大半が東部標準時帯に入っており、シカゴに近い6郡とエバンズビル市に近い6郡が中部時間帯となっている。
2006年以前、州の大半が夏時間を採用していなかった。ケンタッキー州ルイビルに近いフロイド郡、クラーク郡とハリソン郡、オハイオ州シンシナティ市に近いオハイオ郡とディアボーン郡が地方の慣習として夏時間を採用していた。2006年4月以降は、全州が夏時間を採用した。

## 人口動態

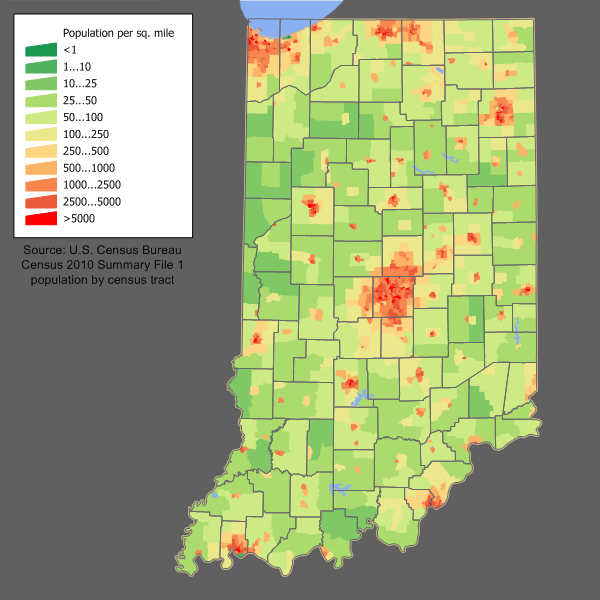
人口密度図

男女別年齢層別人口ピラミッド

2020年の国勢調査では、インディアナ州の人口は6,785,528人で、2010年国勢調査時点（6,483,802人）より4.65%の増加となった。
人口密度は73人/km2であり、国内50州の中で第16位である。2010年国勢調査時点で州の人口重心はハミルトン郡のシェリダン町北西にあった（座標では+40.149246, -086.259514）。
2005年時点で州民の77.7%は大都市圏に、16.5%は小都市圏に住んでおり、残り5.9%が中核の無い郡部に住んでいる。
2005年現在、州内には242,281人（3.9%）の外国生まれがいる。

### 人種別構成
2010年国勢調査で、インディアナ州の人種的な構成は以下の通りである。
- 84.3% 白人
- 9.1% 黒人
- 1.6% アジア人
- 0.3% ネイティブ・アメリカン
- 0.04% 南洋系
- 2.7% 上記以外の人種
- 2.0% 混血
- 6.0% 人種に拠らずヒスパニック

ヒスパニックが最も成長速度の高い民族である。1歳未満の子供の28.2%は少数民族に属している。

### 年齢構成
2011年推計に拠れば、州人口の6.6%が5歳未満、24.5%が18歳未満、13.2%が65歳以上となっている。2010年国勢調査で年齢の中央値は37.0歳である。

### 祖先
2010年に州内で申告された祖先による構成比は以下の通りだった。
- 22.7% ドイツ系
- 12.0% アメリカ人
- 10.8% アイルランド系
- 8.9% イギリス系
- 3.0% ポーランド系

アメリカ人と申告した者の多くは実際にはイギリス系の子孫であるが、多くの場合は植民地時代から長く北アメリカに住んでいる者であり、自分達をアメリカ人と称している。1980年の国勢調査に遡るとドイツ系42%、イギリス系32%、アイルランド系24%となっていた。
アメリカ人並びにイギリス系の人々も特に州の南部及び中央部の至る所に分布している。インディアナポリス市に加えて、ゲーリー及び隣接するシカゴ郊外は大きな黒人人口を有している。
サウスベンドは大きなポーランド人系人口を有していて、ミシャワカにかなり多くのベルギー人系が住んでいる。四旬節の終わりのポーランドの儀式、イースター・マンデーは復活祭後の月曜日に行われサウスベンド市内で幅広く執り行われている。

### 人口の成長
1990年以降の人口成長はインディアナポリス市周辺の郡に集中しており、ハミルトン郡、ヘンドリックス郡、ジョンソン郡、ハンコック郡が州内で人口成長速度の高い5郡に入っている。もう1つの郡はオハイオ州シンシナティに近いディアボーン郡である。ハミルトン郡は周辺のイリノイ州、ミシガン州、オハイオ州、ケンタッキー州を加えても最も人口成長速度の高い郡であり、国内では第20位だった。

### 宗教
宗教的にインディアナ州は圧倒的にプロテスタントである、しかし単一宗派で見ればローマ・カトリックを信仰している人が80万人を超え最大である。カトリックがおそらく実際の人数より多くいるように見えるのは、州内にノートルダム大学があるためかもしれない。グラデュエイト・センターによる調査では、インディアナ州の人々の所属する宗教・宗派による構成率は次のとおりである。
インディアナ州の住民の現在の宗教関係は：
- キリスト教 - 82%
  - プロテスタント - 62%
    - バプテスト教会 - 14%
    - メソジスト - 9%
    - ルーテル教会 - 6%
    - Churches of Christ - 5%
    - ペンテコステ運動 - 3%
    - メノナイト/Pietist - 1%
    - 他のプロテスタント - 23%

  - ローマ・カトリック - 20%
  - 他のキリスト教 - 1%
- 他の宗教 - 1%
- 無宗教 - 16%

州内にはセントメインラッド大修道院がある。これはアメリカ合衆国に2つしかなく、世界でも11の大修道院の1つである。フォートウェインにあるルーテル教会ミズーリ・シノドはその2つある神学校の1つである。フリー・メソジスト教会とウェズレヤン教会が州内に本部を持ち、クリスチャン教会も同様である。

## インディアン部族

インディアナ州における「インディアン条約」の数々

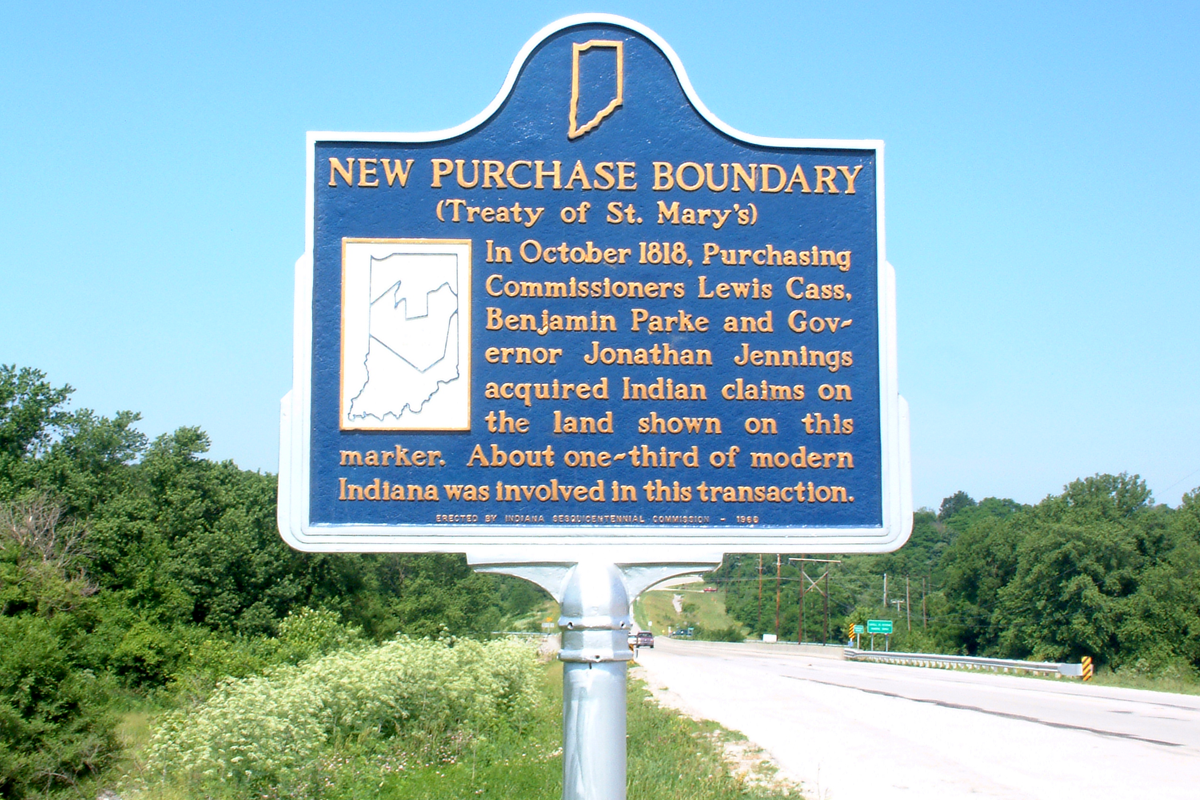
インディアナ州デルファイに立つ、1818年の「セント・マリー条約」で州が獲得した「インディアンから新しく購入された土地境界」を示す標識

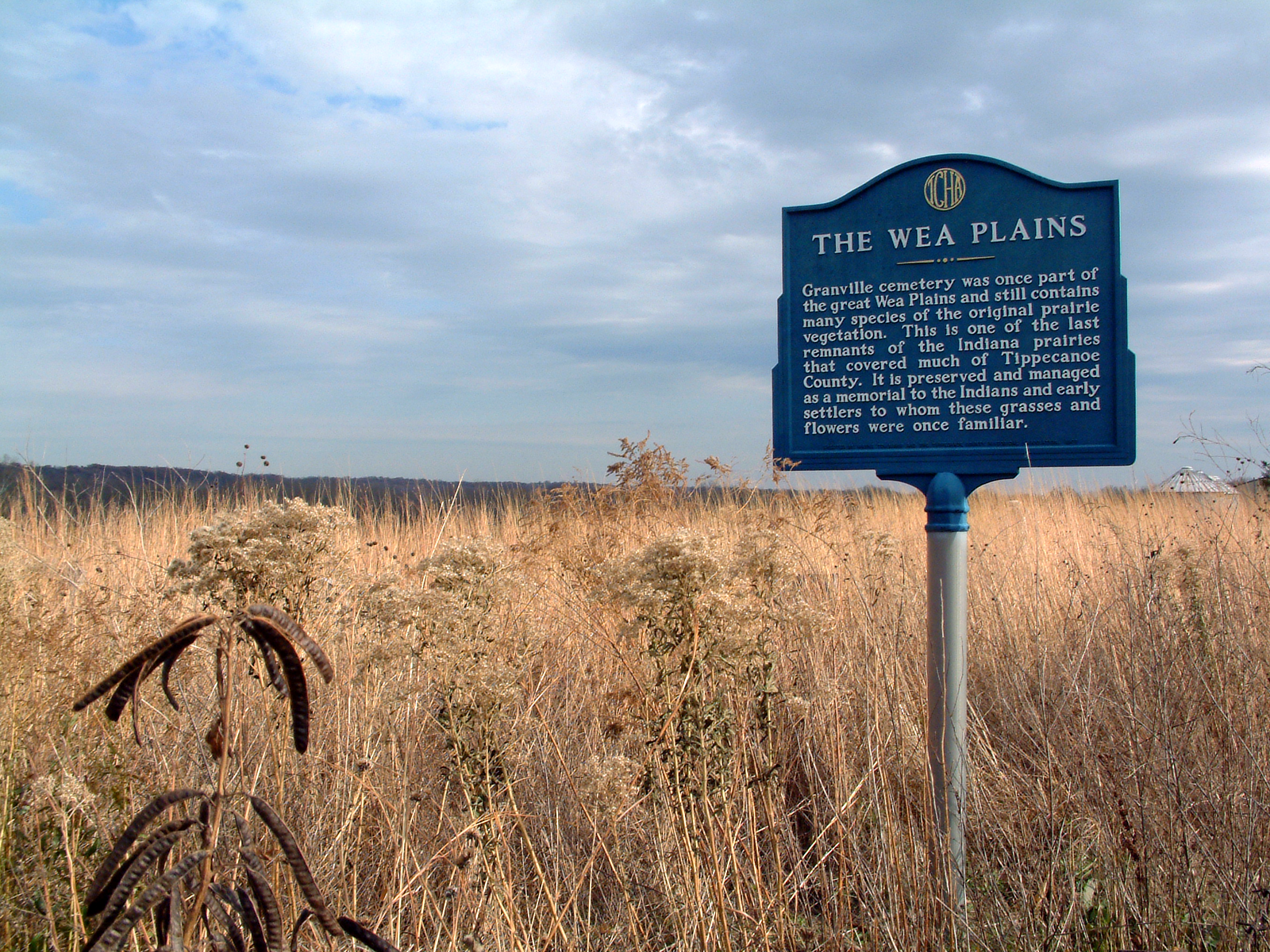
ティピカヌー郡グランビルに立つ、「ウェア平原」の標識看板。一帯はウェア族の領土だった

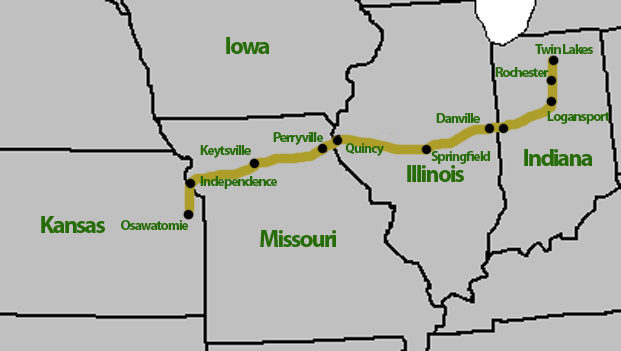
ポタワトミ族の「死の道」

チッペワ族、デラウェア族、エリー族、イリニ族、イロコイ族、キカプー族、モソペレア族、ニュートラル族、オッタワ族、ポタワトミ族、ウェア族、ワイアンドット族（ヒューロン族）などのインディアン部族がウィグワムの集落を築き、農耕生活を営んだ。これらのなかで、ショーニー族、マイアミ族が最大勢力だった。
インディアナ州は、徹底的に合衆国からインディアンの土地が収奪されていった州である。合衆国は建国後すぐに同州においてインディアン部族と条約の締結を始め、その領土を入植白人のものとしていった。左の図は、インディアナ州における合衆国とインディアン部族との間で結ばれた条約の総覧である。これらの条約は結んだ数年後には破棄され、条約が一つ結ばれるごとに、インディアンの土地は失われていった。
インディアナ州のインディアン部族は、ほとんどが19世紀に他州に強制移住させられた。同州では、インディアン部族との土地に関する条約は1795年に始まり、白人入植者の増加に伴うインディアン領土の剥奪と抵抗戦は、19世紀に入って米軍のウィリアム・ハリソンによって激化された。代表的なものが「ティッペカヌーの戦い」と呼ばれる、英雄テクムセが率いるショーニー族連合と合衆国との戦いである。
1830年、アンドリュー・ジャクソン大統領は「インディアンは白人と共存し得ない劣等民族である」と議会で演説し、「インディアン移住法」を制定した。この法律は、インディアン部族を白人のいない西部へ武力によって強制移住させる目的のもので、これに従わない部族は「大自然の理によって消滅させる」とするものだった。ショーニー族やウェア族は、ミズーリ州やカナダへ逃げた。マイアミ族やポタワトミ族の抵抗は最後まで続いたが、同州におけるインディアンの民族浄化は、1846年にすべてのインディアン部族が追い出されるか保留地（Reservation）に閉じ込められるかして完了した。
ポタワトミ族の強制移住は、1838年9月4日から11月4日まで、夏の炎天下から冬の寒冷下に3ヶ月かけて行われた。米軍の監視によるカンザス州までののべ1060kmの徒歩連行では、数百人の死者を出し、ポタワトミ族の「死の道」と呼ばれている。この死者の大多数は児童だった。
デラウェア族は今で言うインディアナポリス周辺に集落を持ったが、カンザス州への移住を強要する「セント・マリー条約」に調印させられ、15,500ドル分の「贈り物」と引き換えに、1820年夏にカンザス州へと追い出された。
こうした民族の虐殺と隔離に生き延びて、なおも同州に残ったインディアン部族は、ことごとく20世紀までに保留地（Reservation）を没収され、「絶滅」したことにされた。アメリカ連邦政府は現在、これらの部族を公式に承認しておらず、部族としては存在していないことになっている。
「インディアナ」は「インディアンの土地」という意味であるが、この州はインディアンの権利を一切認めておらず、インディアンの土地も全く無い。その徹底ぶりの例としては、北端の州境部に「インディアン村」という名の、インディアンの全くいない町があるほどである。
現在アメリカ連邦政府に公式認定を要求中の部族と部族団体
| - 「マイアミ族」 - 「インディアナ州マイアミ族」 - 「鰻の川のバンド」 | - 「チェロキー族」 - 「孤独な狼のバンド」 - 「北チェロキー族」 | - 「メティ部族連合ニムキー・バンド」 - 「ショーニー族・北キスコポ・バンド」 - 「ウェア族」 - 「ジビオデイ・リバーハート・メティ協会」 |

### インディアン・カジノ
同州には白人が経営するカジノが14軒あるが、インディアン部族の経営するインディアン・カジノは一つもない。同州のインディアンはすべて絶滅して存在しないことになっており、今後も部族カジノの開設は見込み薄である。

## 郡と統計上の地域
インディアナ州には92の郡がある。2010年時点で大都市圏が16、小都市圏が25、法人化都市117、町が450あり、他に小さな区分や統計上地域がある。マリオン郡とインディアナポリス市が統合市郡政府を構成している。
州の法令により、インディアナ州の法人化された都市は下表の通り、その人口によって3つに分類される。
| 分類      | 人口             | 備考                                                       |
| --------- | ---------------- | ---------------------------------------------------------- |
| 第1級都市 | 600,000人以上    | 2020年国勢調査時点で該当する都市はインディアナポリスのみ。 |
| 第2級都市 | 35,000-599,999人 |                                                            |
| 第3級都市 | 34,999人以下     |                                                            |

なお、市の人口の増減により、他の分類に相当する人口規模になった場合も、自動的に分類が変更されるのではなく、当該自治体が採択する条例によって変更される。例えば、カーメル市は2000年の国勢調査時点で人口37,733人を数え、上表に示す「第2級都市」への移行要件を満たしていたが、移行の条例が可決され、実際に移行されたのは2016年で、それまでは「第3級都市」であった。

### 州都
州都インディアナポリスは人口887,642人（2020年国勢調査）で、州内で最大の人口を抱える都市でもある。国内では第15位である。

### 大都市圏
以下のインディアナ州の都市は大都市圏の中心である。
- ブルーミントン - インディアナ大学本部キャンパス
- コロンバス
- エルクハート
- エバンズビル - 南西部。オハイオ川沿い。エバンズビル大学及び南インディアナ大学の本拠地
- フォートウェイン - 北東部。州内で2番目の人口規模を誇る
- インディアナポリス - 州都。州の中央部
- コーコモー
- ラファイエット
- ミシガンシティ
- マンシー - 東部。ボール州立大学の本拠地
- サウスベンド - ノートルダム大学の本拠地
- テレホート - インディアナ州立大学、及びローズ・ハルマン工科大学(Rose-Hulman Institute of Technology)

### 小都市圏
以下の都市は小都市圏の中心である。
| - アンゴラ - オーバーン - Auburn-Cord-Duesenberg 博物館の本拠地。 - ベッドフォード(Bedford) - ブラフトン(Bluffton) - コナーズビル - クロウフォーズビル - ディケーター(Decatur) - フランクフォート(Frankfort) - グリーンズバーグ(Greensburg) - ハンティントン - en:Huntington Universityの本拠地 - ジャスパー(Jasper) - ケンドールビル - ローガンズポート | - マディソン(Madison) - マリオン(Marion) - インディアナ・ウェズリアン大学の本拠地 - ニューキャッスル - ノースバーノン - ペルー(Peru) - プリマス - リッチモンド - アーラム大学の本拠地 - スコッツバーグ(Scottsburg) - シーモア - ビンセンズ(Vincennes) - ウォバッシュ - ウォーソー(Warsaw) - ワシントン(Washington) |

### 人口10,000人以上
| - ビーチグローブ - ブラウンズバーグ - カーメル - チェスタートン - クラークスビル - クラウンポイント - ダイア - イーストシカゴ - フィッシャーズ - ゲーリー - かつての鉄鋼業の中心地、全米有数の犯罪都市、マイケル及びジャネット・ジャクソンの出身地 - ゴーシェン - ゴーシェン大学の本拠地 - グリーンキャッスル - グリーンフィールド | - グリーンウッド - グリフィス - ハモンド - ハイランド - ホバート - ジェファーソンビル - レイクステーション - ラポート - ローレンス - レバノン - マーティンズビル - メリルビル - ミシャワカ - ムーアズビル - モンスター | - ニューオールバニ - ニューヘイブン - ノーブルズビル - プレインフィールド - ポーテージ - シェアラービル - シェルビービル - スピードウェイ - インディアナポリス・モーター・スピードウェイの本拠地 - ヴァルパレーゾ - ヴァルパライソ大学の本拠地 - ウェストラファイエット - パデュー大学の本拠地 - ウェストフィールド - ザイオンズビル |

| - アンダーソン - エイボン - ビーチグローブ - ブラウンズバーグ - カーメル - ダンビル - フィッシャーズ - フランクリン - グリーンフィールド - グリーンウッド - ローレンス - ノーブルズビル - ペンドルトン - プレインフィールド - サウスポート - スピードウェイ - ウェストフィールド - ホワイトランド - ザイオンズビル | 参照：Northwest Indiana - クラウンポイント - イーストシカゴ - ゲーリー - グリフィス - ハモンド - ハイランド (レイク郡) - ホバート - メリルビル - モンスター - ヴァルパレーゾ - ポーテージ - チェスタートン |

| - クラークスビル - ジェファーソンビル - ニューオールバニ | - ハンタータウン - レオ・セダービル - モンロービル - ニューヘイブン - ウッドバーン |

| - ヘンダーソン - プリンストン - トヨタ自動車が工場を置く。 - ニューバーグ - マウントバーノン | 参照：Michiana - グランジャー - ミシャワカ |

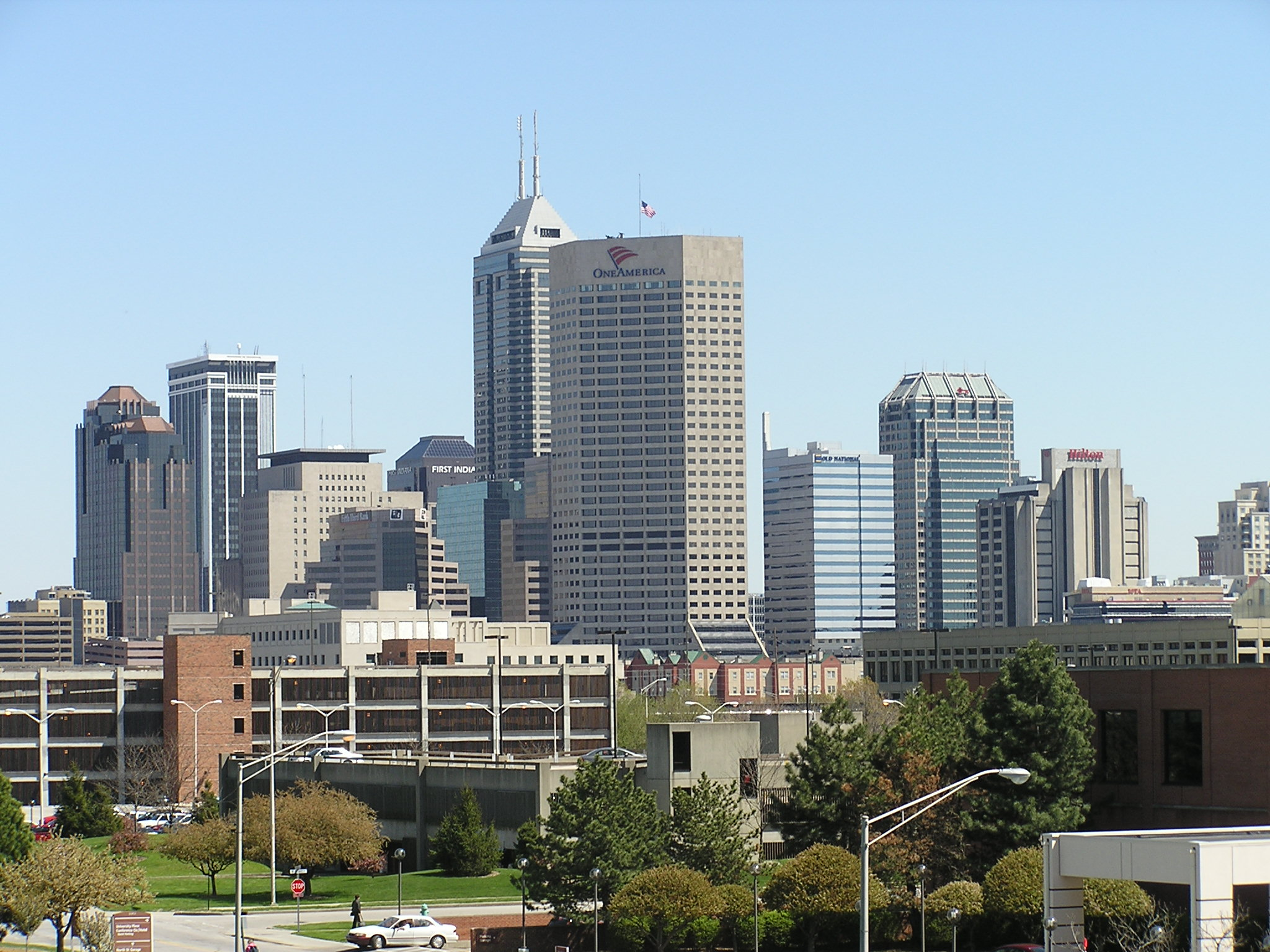
インディアナポリス
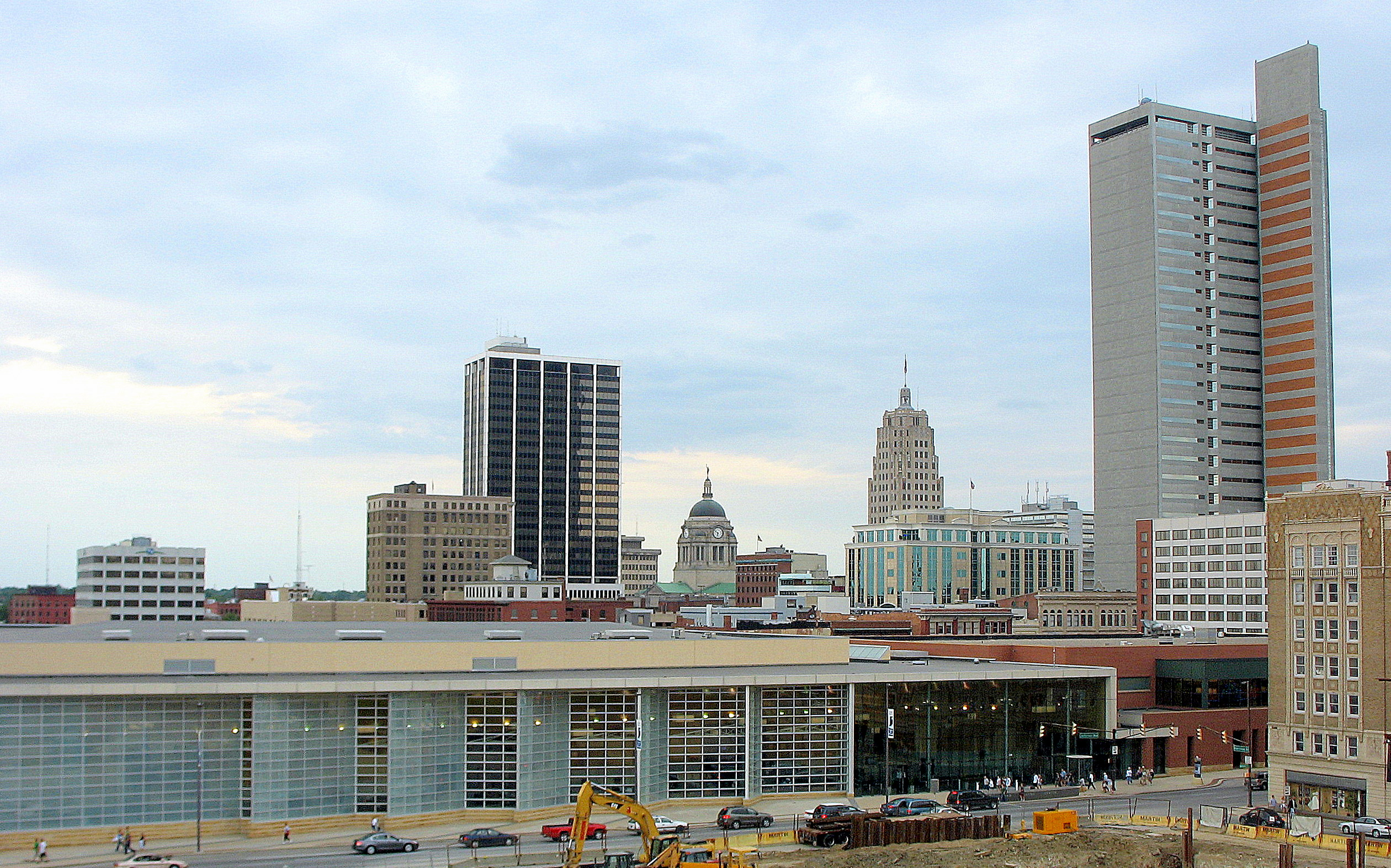
フォートウェイン
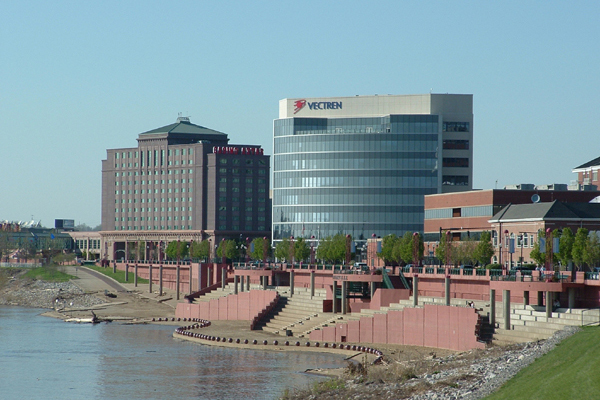
エバンズビル
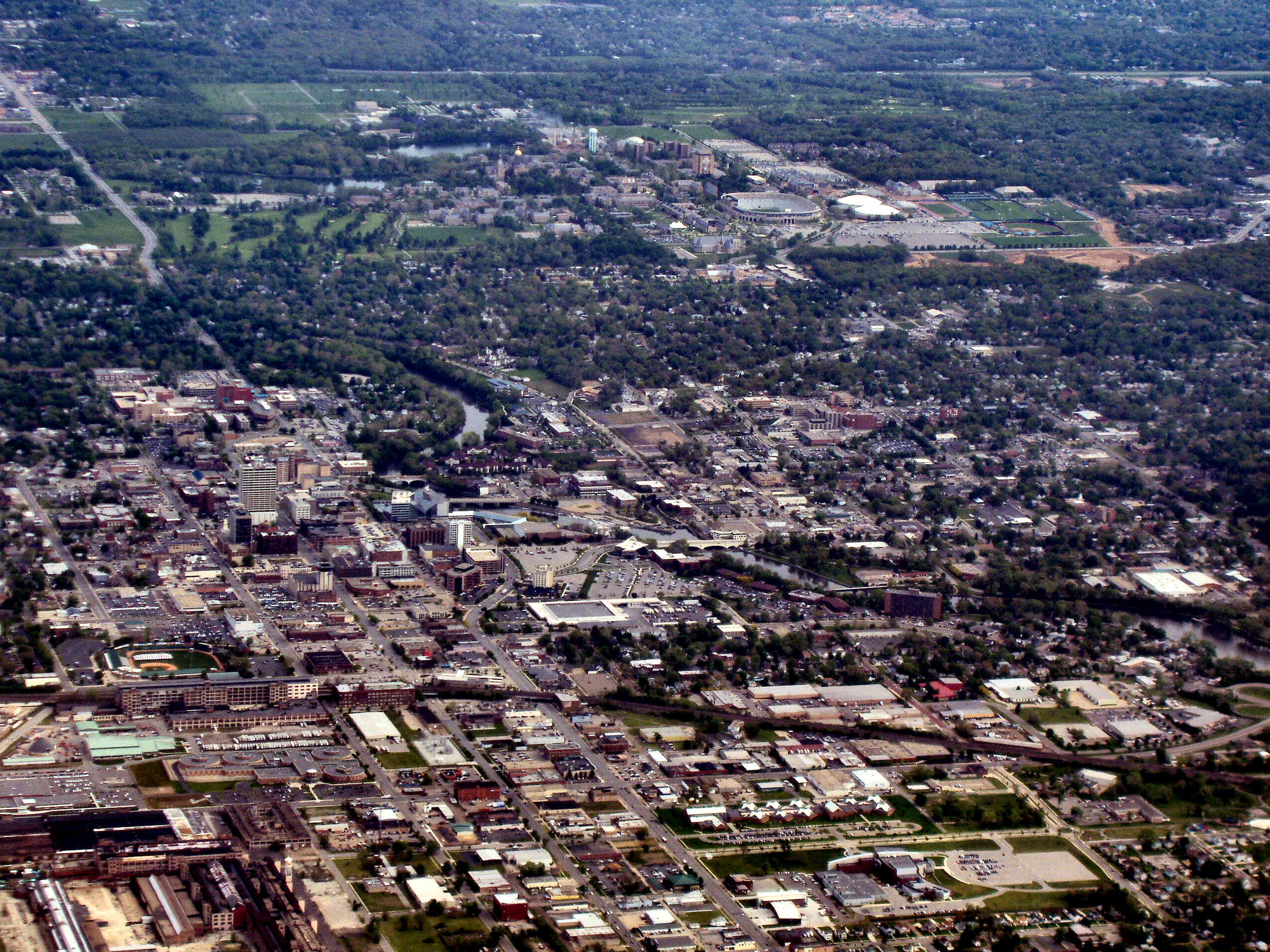
サウスベンド
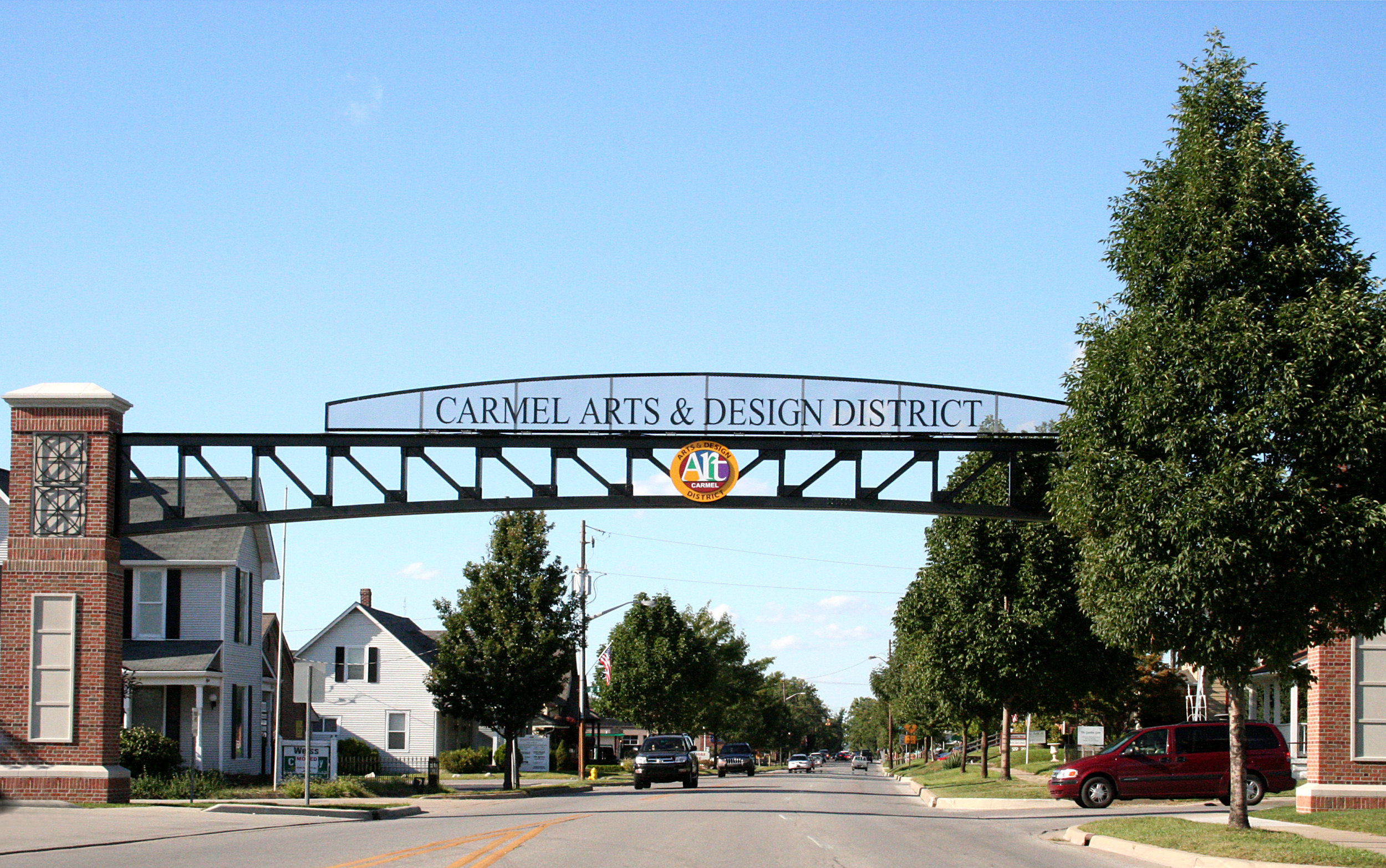
カーメル
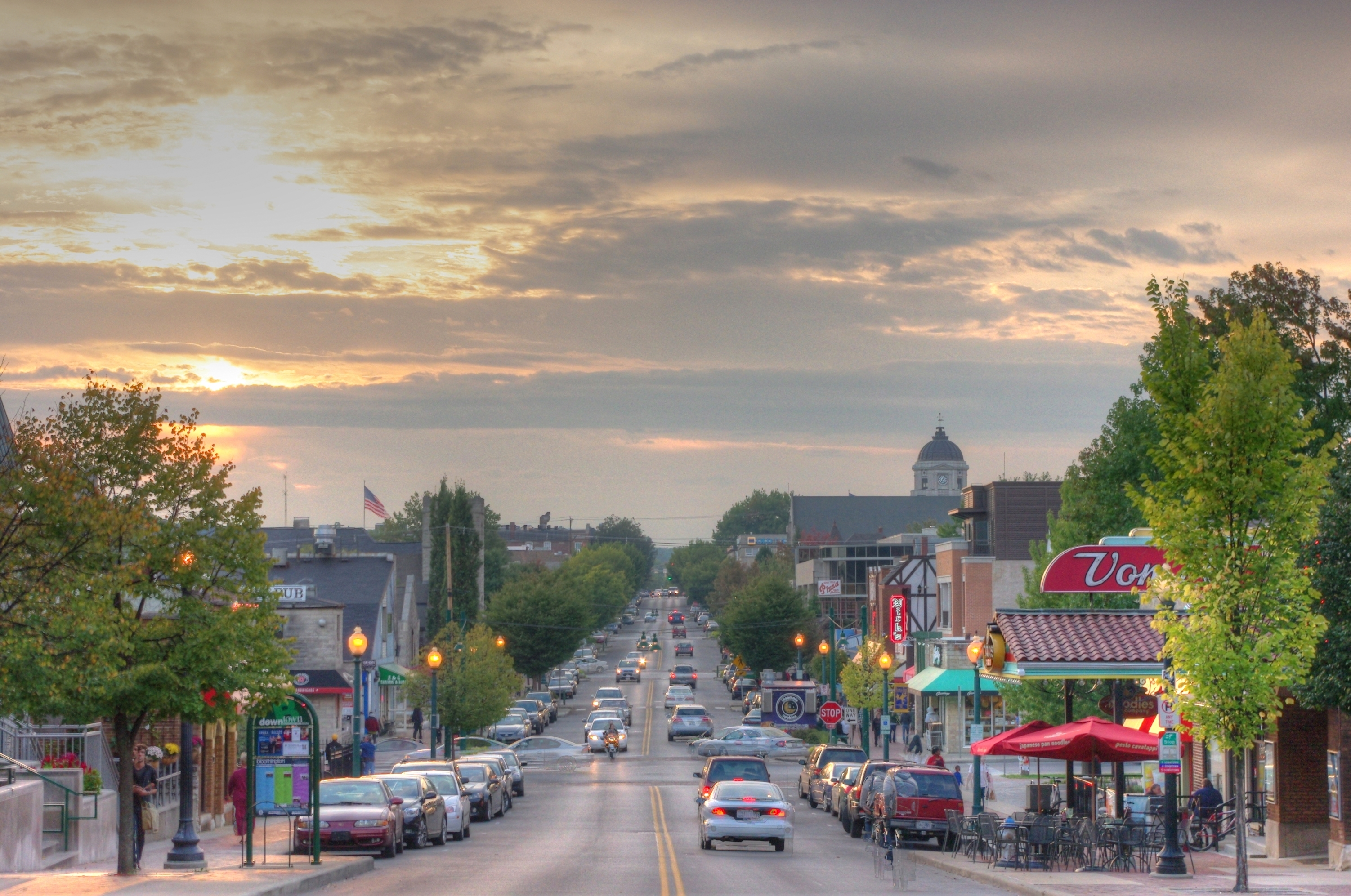
ブルーミントン
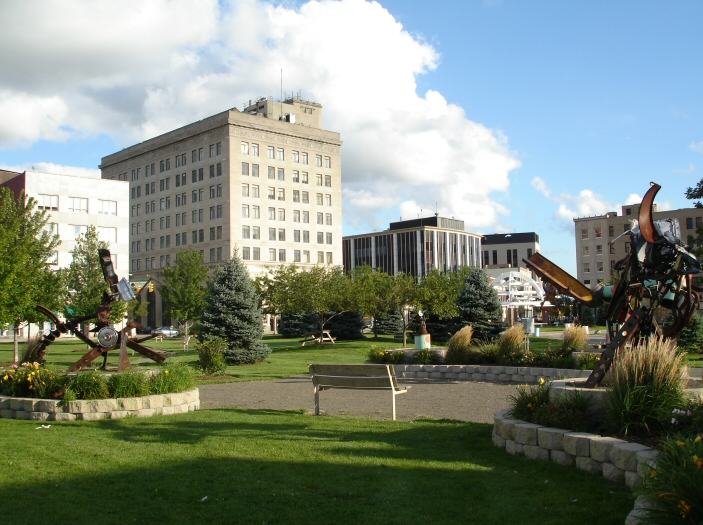
ハモンド
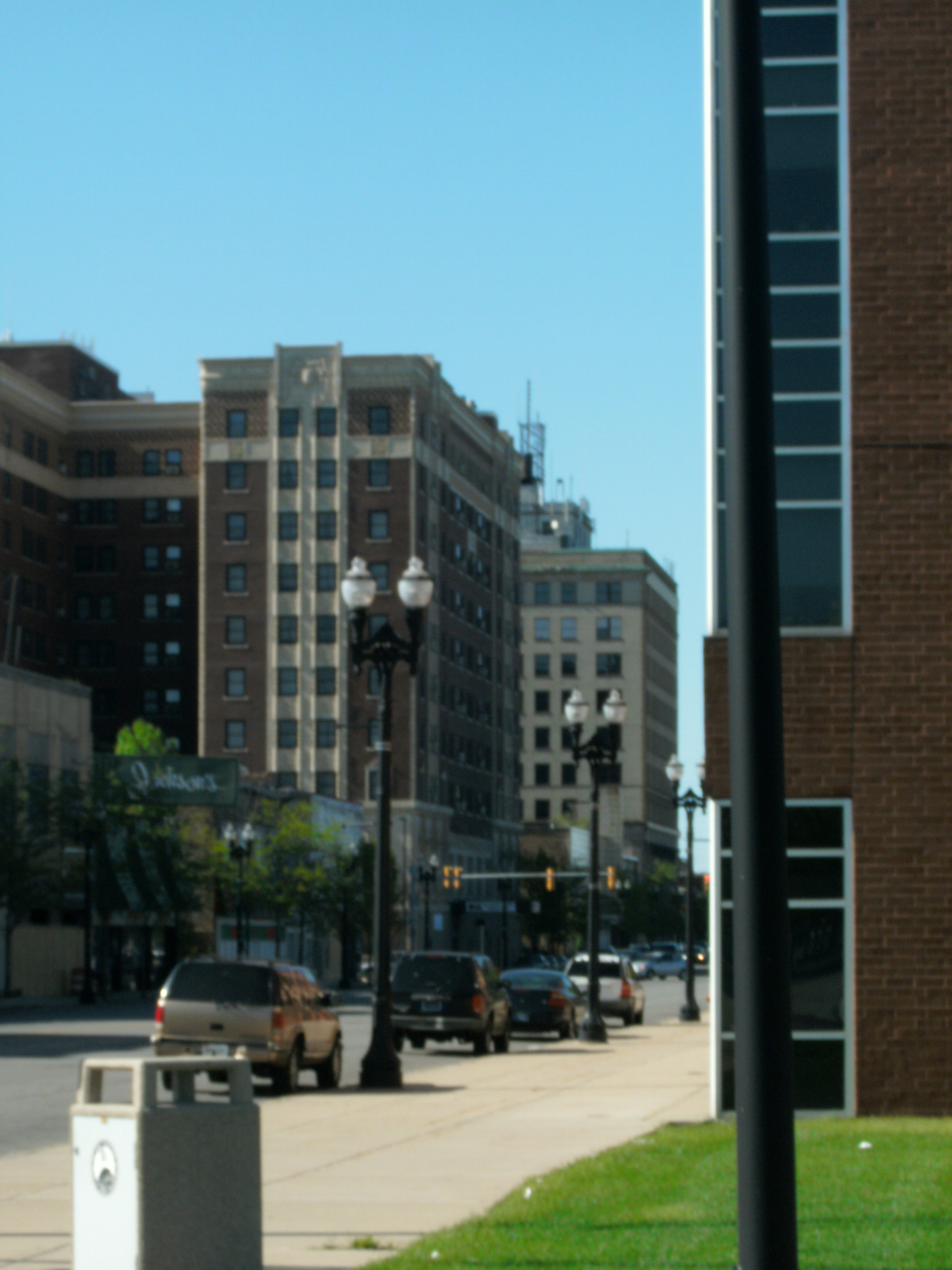
ゲーリー
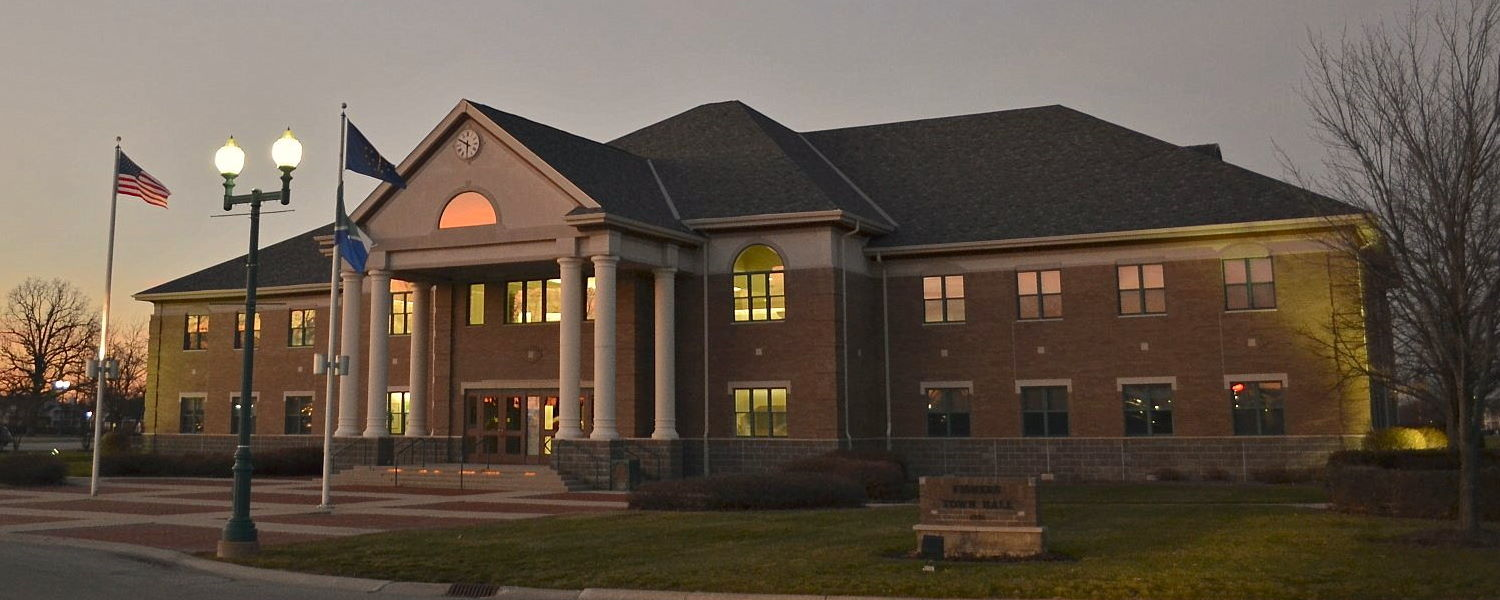
フィッシャーズ
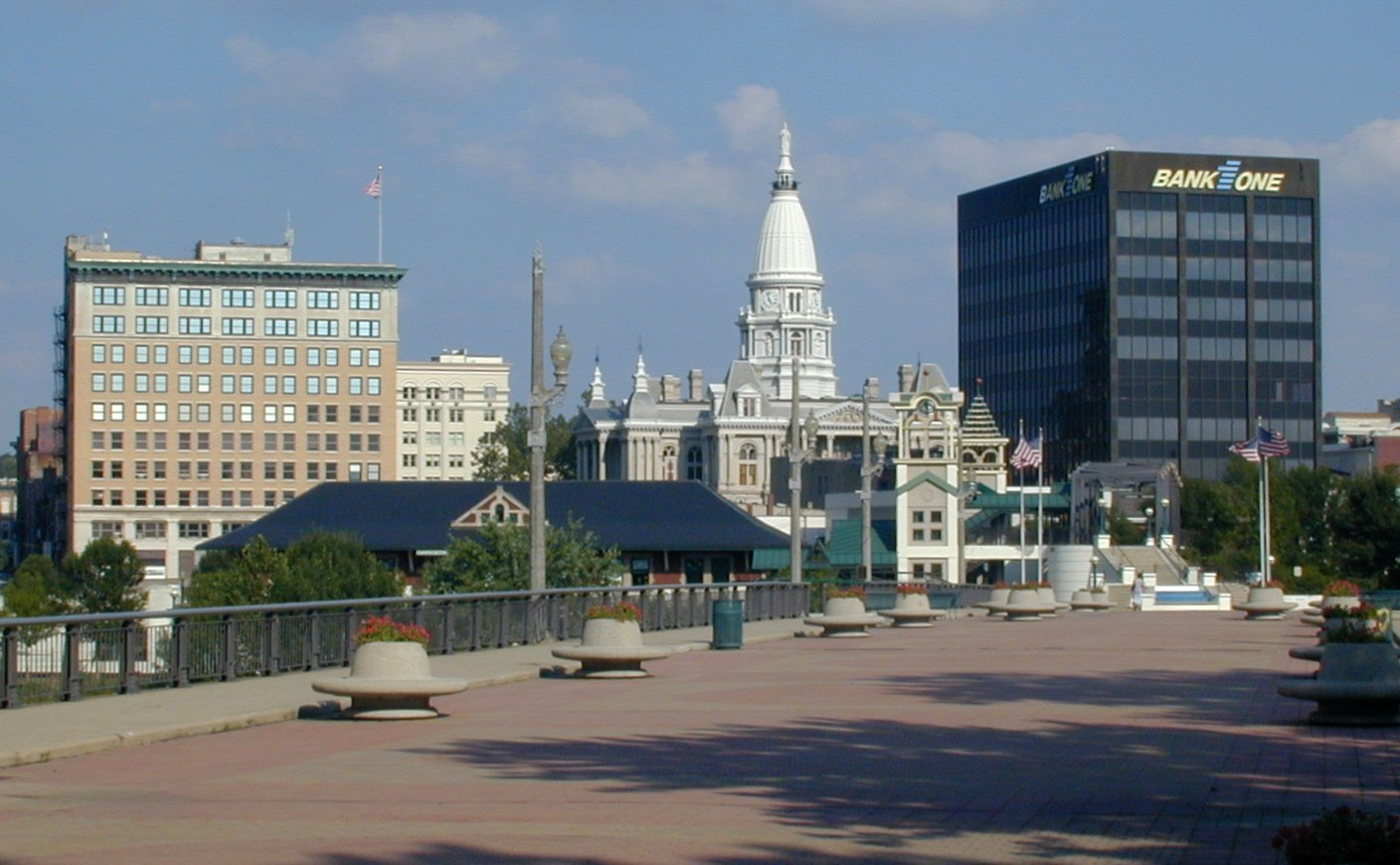
ラファイエット
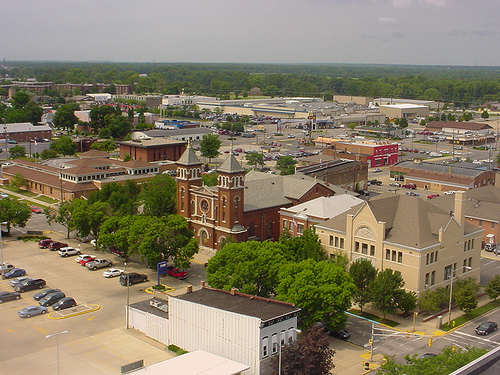
テレホート
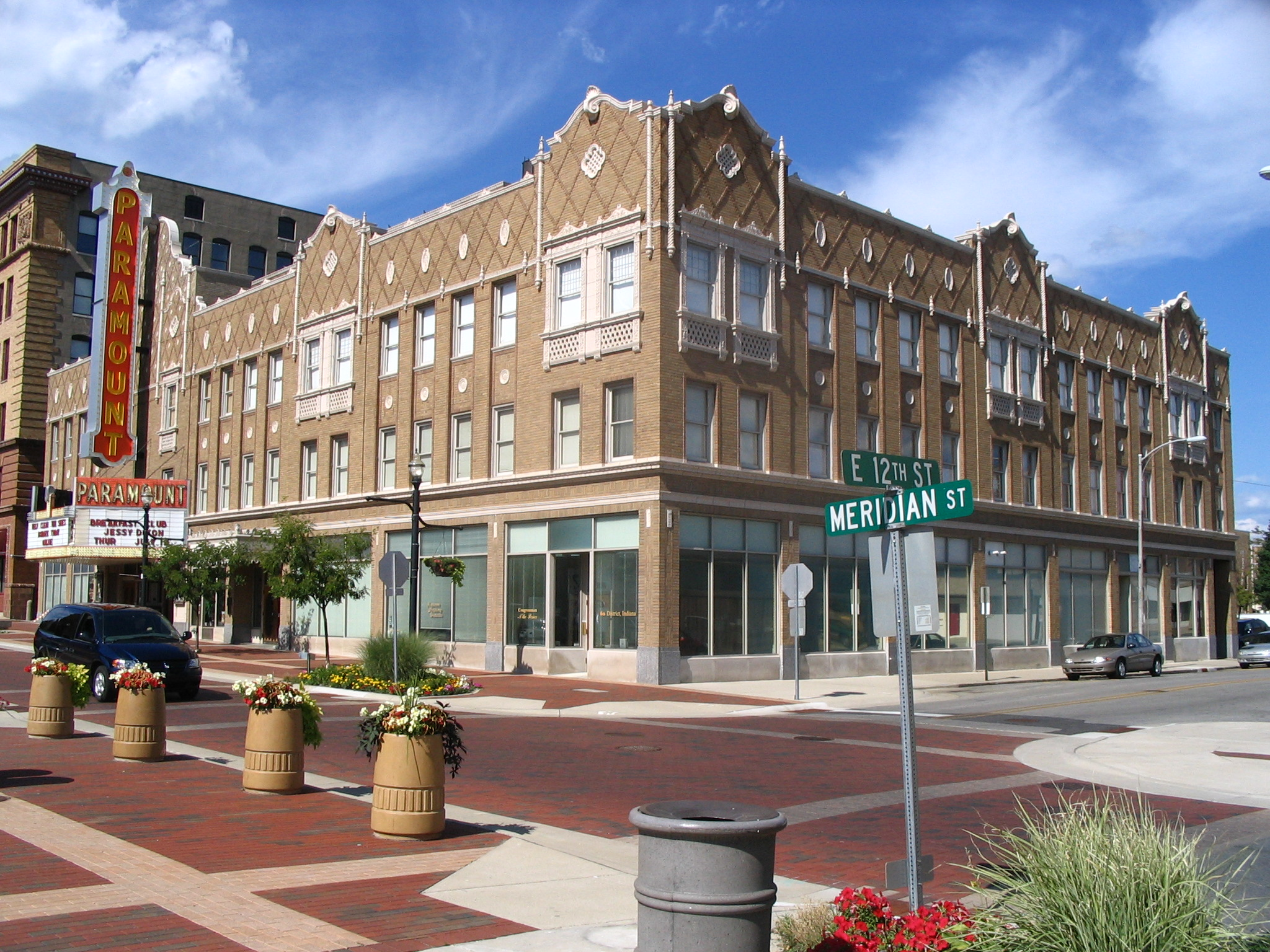
アンダーソン

### 参照
- en:List of cities in Indiana
- en:List of towns in Indiana
- en:List of metropolitan areas in Indiana
- en:List of micropolitan areas of Indiana
- en:List of census-designated places in Indiana

## 法律及び行政
情報：List of Indiana Governors、インディアナ州議会 及び Indiana Supreme Court
インディアナ州知事が州行政府の首長であり、州憲法に規定される州政府を運営する権限がある。州知事と副知事は4年間任期であり、大統領選挙と同じ年にある州知事選挙で、二人一組で選出される。州知事は連続2期を超えての就任はできない。州知事は州議会と州最高裁判所と共に州を統治し、その他の機関を調整する権限がある。知事の要請で州議会の特別会期を招集することができ、また州政府の部門、理事会、委員会ほとんど全ての長を選定あるいは罷免できる権限がある。その他の権限としては、緊急時、災害時に州軍の出動を要求すること、反逆罪や弾劾の場合を除いて犯罪者に恩赦すなわち減刑を発令すること、豊富な量の法定権利を所有することが挙げられる。副知事は州議会上院の議長を務め、上院の議決がその構成員によって実行されることを保証する責任がある。副知事は賛否同数の場合のみ議決に参加できる。州知事が死亡した場合、恒久的に執務不能になった場合、辞任した場合、あるいは弾劾が成立した場合は、副知事が知事に就任する。知事と副知事双方が不在となった場合、上院の議長代行が知事になる。
インディアナ州議会は、定員50人の上院と、同100人の下院の両院制である。州議会は州政府の中で排他的立法権限がある。上下両院が法案を提出できるが、上院は歳入に影響する法案を提出する権限は無い。法案は両院で個別に議論されるが、知事に提出される前に両院を通過していなければならない。議会で成立した法は例外なく州全体に適用される必要がある。特定の社会のみを対象にした法を作る権限はない。裁判所の大きさやその管轄範囲を調整することで司法権を管理できる。行政府の行動を監視することや、州内の郡政府を限られた範囲で規制することができ、インディアナ州憲法を変更する方法を発議する排他的権限がある。
インディアナ州最高裁判所には5人の判事、控訴裁判所には15人の判事が任命されている。州知事は特別委員会が選んだ候補者の中から各裁判所の判事を選定する。判事の任期は10年間であるが、2年間務めた後に州民の審査を受けなければならない。ほとんど全ての訴訟において、最高裁判所は第一審とはならず、下級裁判所で審問された訴訟で上訴されたもののみを扱う。地方巡回裁判所が通常の第一審となり、判決は陪審員が決める。特定の場合、すなわち法の執行、下級裁判所に指名された判事の規律や資格剥奪、および州内の別の下級裁判所で判決されたことの監視については、最高裁判所が第一審となり唯一の司法権がある。
インディアナ州は92の郡に区分され、郡政府は郡行政委員会が指導している。90の郡には独自の巡回裁判所があり、1人の判事が6年間任期で選出されている。残り2つの郡であるディアボーン郡とオハイオ郡は2郡で1つの巡回裁判所を持っている。多くの郡では巡回裁判所に加えて上級裁判所を持っている。訴訟業務負荷の大きい人口の多い郡にあっては、少年犯罪、刑事事件、検認、あるいは小さな訴訟のみを審問するために別の裁判所が作られている。これら付加的裁判所の設立、開廷頻度および管轄範囲は郡ごとに大きく異なっている。自治体では85の都市と町に地方条例で創設された裁判所があり、通常は小さな事件や裁判記録に値しないと考えられる案件を扱っている。選挙で選ばれる郡の役人としては、監査官、記録官、財務官、保安官、検死官、巡回裁判所事務官などがあり、任期は4年間である。法人化された都市全ては市長と市政委員会で市政府を構成している。町は町政委員会で統治され、郡区は郡区信託助言委員会で統治されている。

### 政治
| 年     | 共和党           | 民主党           |
| ------ | ---------------- | ---------------- |
| 2016年 | 56.82% 1,557,286 | 37.91% 1,033,126 |
| 2012年 | 54.13% 1,420,543 | 43.93% 1,152,887 |
| 2008年 | 48.83% 1,345,648 | 49.86% 1,374,039 |
| 2004年 | 59.94% 1,479,438 | 39.26% 969,011   |
| 2000年 | 56.65% 1,245,836 | 41.01% 901,980   |
| 1996年 | 47.13% 1,006,693 | 41.55% 887,424   |
| 1992年 | 42.91% 989,375   | 36.79% 848,420   |
| 1988年 | 59.84% 1,297,763 | 39.69% 860,643   |
| 1984年 | 61.67% 1,377,230 | 37.68% 841,481   |
| 1980年 | 56.01% 1,255,656 | 37.65% 844,197   |
| 1976年 | 53.32% 1,183,958 | 45.70% 1,014,714 |
| 1972年 | 66.11% 1,405,154 | 33.34% 708,568   |
| 1968年 | 50.29% 1,067,885 | 37.99% 806,659   |
| 1964年 | 43.56% 911,118   | 55.98% 1,170,848 |
| 1960年 | 55.03% 1,175,120 | 44.60% 952,358   |

1880年から1924年の間、インディアナ州出身者が大統領選挙の1つを除いて全てに候補者となった。1880年大統領選挙では、アメリカ合衆国下院議員のウィリアム・ヘイデン・イングリッシュが民主党副大統領候補に指名され、ウィンフィールド・スコット・ハンコックと共に出馬した。1884年、元州知事のトーマス・A・ヘンドリックスが副大統領に当選した。ヘンドリックスはグロバー・クリーブランド大統領の下で、1885年11月25日に死亡するまで務めた。1888年、インディアナ州上院議員ベンジャミン・ハリソンが大統領に選ばれ、1期を務めた。インディアナ州から大統領になった唯一の者となっている。1904年には上院議員チャールズ・W・フェアバンクスが副大統領に当選し、セオドア・ルーズベルト大統領の下で1913年まで務めた。1912年、フェアバンクスはチャールズ・エヴァンズ・ヒューズと共に再度副大統領候補として出馬したが、ウッドロウ・ウィルソンとインディアナ州知事のトーマス・R・マーシャルの組み合わせに敗れた。マーシャルは1913年から1921年まで副大統領を務めた。その後1988年までは候補者を出さなかったが、この年、ダン・クエール上院議員がジョージ・H・W・ブッシュ大統領の副大統領に当選し、1期を務めた。
インディアナ州は昔から共和党の強い地盤と考えられてきた。特に大統領選挙ではその傾向が強かったが、現在のクック投票動向指数では共和党の+5であり、共和党支持州28州の中では9番目に低い数字となっている。1940年の大統領選挙では、共和党のウェンデル・ウィルキーを支持した10州の1つになった。14回の選挙では共和党候補が民主党候補に2桁以上の支持率差で勝利しており、このうち6回は20%以上の差を付けた。2000年と2004年の場合、ジョージ・W・ブッシュ大統領が大差で州を制したが、全国的には接戦だった。1900年以降で民主党候補を支持したのは5回のみである。1912年、ウッドロウ・ウィルソンが総投票数の43%を獲得して1位となり、インディアナ州を制した最初の民主党候補となった。その20年後の1932年、フランクリン・ルーズベルトが55%の支持率で現職のハーバート・フーバーを破った。ルーズベルトは1936年にも勝利した。1964年、民主党候補リンドン・B・ジョンソンが56%の支持を得て、共和党のバリー・ゴールドウォーターを破った。さらに44年後の2008年、民主党のバラク・オバマが50%対49%という接戦で共和党のジョン・マケインを破った。
大統領選挙では1900年以降民主党候補が勝ったのは5回のみだが、知事選挙では11回勝利している。2005年にミッチ・ダニエルズが州知事になる前の16年間は民主党知事だった。連邦議会には2人の上院議員と9人の下院議員を送っている。大統領選挙の選挙人数は11人である。アメリカ合衆国下院議員選挙区9つのうち7つはクック投票動向指数で共和党寄りだが、現在は6人が共和党員、3人が民主党員となっている。共和党は昔から東部と中央部で強く、民主党は北西部で強かった。州南部の特定郡は時によって民主党支持である。最も人口の多いマリオン郡は1968年から2000年まで共和党候補を支持し、その後の2004年と2008年は民主党支持に戻った。2番目に人口の多いレイク郡は民主党の強力な地盤であり、1972年以降共和党候補を支持していない。2005年、投票調査所のベイエリア・センターは2004年の大統領選挙結果に基づき、全国の人口10万人以上237都市でリベラルと保守の分類を行った。インディアナ州では5都市が入った。リベラル側ではゲーリー市が第2位、サウスベンド市が第83位となった。保守側ではフォートウェインが第44位、エバンズビルが第60位、インディアナポリス市が第82位となった。

## 経済

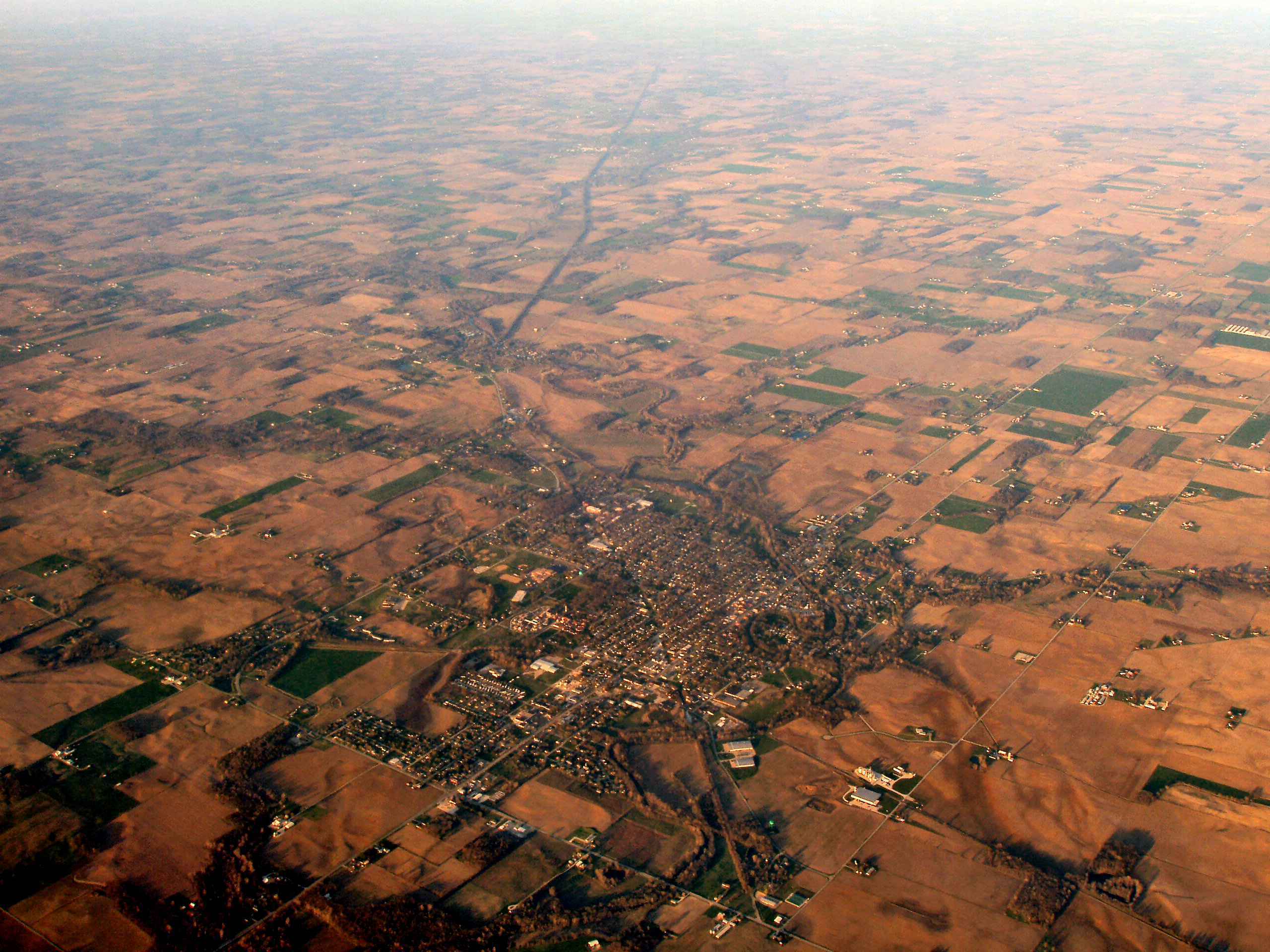
インディアナ州北部の多くはノースマンチェスターと同様な、小さい町が点在するたいへん平坦な農場地域である。

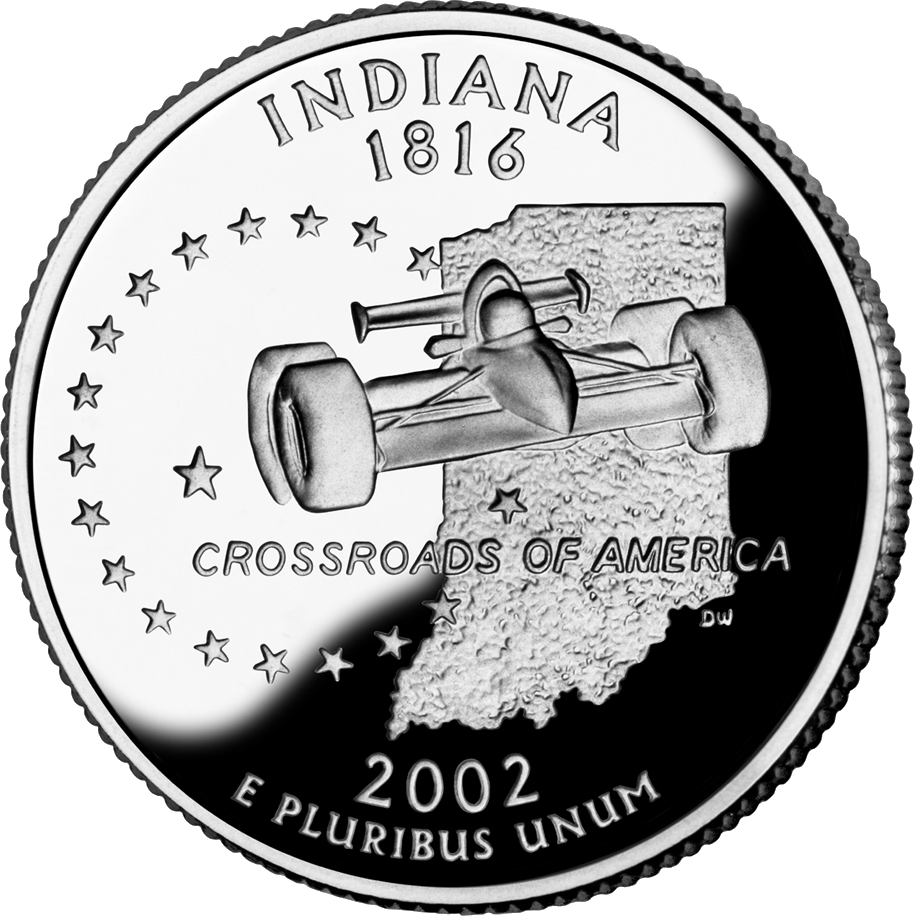
インディアナ州の4分の1ドル硬貨

2000年時点でインディアナ州の労働力は3,084,100人だった。2010年の州総生産は2,757億米ドルである。収入の多くは製造業から来ている。州北西部のカルメット地域は国内最大級の鉄鋼生産地である。他にも薬品と医療機器、自動車、電気機器、輸送機器、化学製品、石油・石炭製品、加工機械が製造されている。
このように製造業に対する依存度が高いが、ラストベルトと呼ばれる隣接州に比べて製造業衰退の影響はあまり受けていない。これは労働市場における特徴で説明できる。まず加工機械や鉄鋼などの重工業は高度に熟練した労働者を求めており、企業は育成の難しい技術が既に存在するところに拠点を求めることが多い。次にインディアナ州の労働力は大規模で高賃金の大都市圏よりも中小の規模の都市にある。このことで企業は通常よりも安い賃金で熟練労働者を雇用できる。企業は平均よりも低い賃金で平均よりも高い熟練度を得られるチャンスがあると見ている。
インディアナ州はトウモロコシ地帯 (コーンベルト)と穀物地帯（グレインベルト）に位置していて、この州の農業方法及び主な農場はこれを反映して生産を行っている。豚及び牛を太らせるために、トウモロコシを栽培する飼料・飼育直結システムがある。大豆もまた主要な換金作物である。インディアナポリス市やイリノイ州シカゴのような大都市圏に近く、酪製品、卵、及び園芸品への需要が保証されている。その他の農産物では、メロン （ウォバッシュ・バレー南部）、トマト（インディアナ州中央部内に集中）、ブドウ、ハッカ（出典：USDA 収穫物プロフィール）、製菓用トウモロコシがある。それに加え、インディアナ州南部にはかなりの量のタバコの生産者がいる。ここは元々の土地の多くが大草原でなく落葉性の木々を伐採する必要性があった。州南部に森林の多くが残っており、家具製造業の支えになっている。
インディアナポリス市には州内最大企業である製薬会社イーライリリー・アンド・カンパニーの国際本社と研究開発施設があり、またエバンズビル市にはミード・ジョンソン・ニュートリショナルズの世界本社がある。インディアナ州は薬品の販売額と出荷額で国内第5位の州であり、私物薬学関連の雇用数では第2位である。
雑誌「CEO」では、事業を進めるために最良の場所ランキングで、インディアナ州を中西部の第1位、国内第6位に推した。

### 主な会社など
インディアナ州に本拠地のある企業には以下のようなものがある。
- イーライリリー・アンド・カンパニー
- アリソン・トランスミッション
- ジマー
- コンセコ

### 世帯と個人の収入
2010年国勢調査時点で、インディアナ州の世帯当たりの収入中央値は 44,616米ドルであり、国内50州とコロンビア特別区を含めて第36位である。2005年の推計での値は 43,993米ドルだった。世帯総数の約20%にあたる498,700世帯が、年間収入5万ドルから74,999ドルの間に入っていた。
ハミルトン郡の世帯当たりの収入中央値は州平均よりも35,000米ドル近く高い 78,932米ドルであり、国内の人口25万人未満の郡の中では第7位である。その次に来るのがやはりインディアナポリス市の郊外にあるヘンドリックス郡の 57,538米ドル、ジョンソン郡の56,251米ドルとなっている。
2003年時点で、インディアナ州の一人当たりの収入は28,783米ドルだった。

### 州予算
インディアナ州は法または憲法で州財政を平衡させるよう要求していない。その代わりに負債を負うことを憲法で禁じている。困窮時の蓄えとして支出に比例した内部留保を持っている。個別条項拒否権を認めない数少ない州の1つである。
インディアナ州は3.4%の均一な州所得税率を採用している。また、多くのインディアナ州の郡は所得税を付加徴収している。州の消費税率は7%であり、食品、処方箋薬品、カウンター越しの薬品は免税にしている。特定の区域では、調理された料理や飲料の販売について、1%（マリオン郡のみ2%）の飲食税を付加している。
資産税はインディアナ州内の不動産及び個人所有物の両方が課税対象となり、地方政府財務部によって管理されている。様々な課税主体（教育学区、郡、郡区、都市と町、図書館）が資産に対して課税することができ、その税率は資産がある場所の課税主体の税率を加算したものになる。しかし、2008年3月19日に「回路ブレーカー法」が成立し、家屋所有者の資産価値の1%、賃貸用資産の2%、事業資産の3%に上限が決められた。
2011年予算年度では、アメリカ合衆国の州の中でも最大の歳入超過となり、その額は12億米ドルだった。ミッチ・ダニエルズ州知事は2011年7月15日に州の雇員に最大1,000ドルのボーナス支給を承認した。8月の給与支給日に「期待通り」の雇員には500ドル、「期待以上」の雇員には750ドル、「傑出した働き」の雇員には1,000ドルが支払われた。

### エネルギー
インディアナ州は主に化石燃料、中でも石炭から発電を行っている。24か所の石炭火力発電所があり、国内最大のギブソン発電所もある。ギブソン発電所はマウントカーメル市のウォバッシュ川対岸にある。ニューオルバニーの西には、国内最大の二酸化硫黄排出量となっている石炭焚き発電所のギャラガー発電所もある。
州内の石炭推計埋蔵量は570億トンであり、毎年3,500万トンの石炭を採掘している。風力、水力、バイオマス、太陽光のような再生可能資源の利用を増加させようとしてきたが、州南部に豊富な石炭資源があることもあって歩みが鈍い。新しい発電所の大半は石炭ガス化プラントである。
太陽光発電や風力発電は開発中であり、地熱発電は商業的に使われている状態である。2006年の試算で、風力発電の可能性は、タービン高さ50 mで30 MW、70 mで40,000 MW、100 mで130,000 MWとなっている。2011年時点で総発電量1,340 MWの風力発電を据え付けてきた。
2009年の発電量
| 燃料                | 発電容量                                       | 消費率  | 発電に対する比率 | 発電所数                      |
| ------------------- | ---------------------------------------------- | ------- | ---------------- | ----------------------------- |
| 石炭                | 22,190.5 MW                                    | 63%     | 88.5%            | 28か所                        |
| 天然ガス            | 2,100 MW                                       | 29%     | 10.5%            | 15 施設 *ピーク対応に使われる |
| 風力 急成長している | 530.5 MW 1,836.5 MW 建設中のものが完成したとき | ?       | ?                | 4 か所 約 1,000–1,100 基      |
| 石炭ガス化          | 600 MW                                         | ?       | ?                | 1 建設中                      |
| 石油                | 575 MW                                         | 7.5%    | 1.5%             | 10 か所                       |
| 水力                | 64 MW                                          | 0.0450% | 0.0100%          | 1 か所                        |
| バイオマス          | 28 MW                                          | 0.0150% | 0.0020%          | 1 施設                        |
| 木材とゴミ          | 18 MW                                          | 0.0013% | 0.0015%          | 3 か所                        |
| 地熱と太陽光        | 0 MW                                           | 0.0%    | 0.0              | なし                          |
| 原子力              | 0 MW                                           | 0.0%    | 0.0              | なし                          |
| 総計l               | 22,797.5 MW *風力発電最大のとき                | 100 %   | 100 %            | 46 か所                       |

## 交通

### 空港
インディアナポリス国際空港はインディアナポリス大都市圏の用に供し、新しい旅客ターミナルの建設を終えたところである。新空港は2008年11月にオープンし、新しい中央旅客ターミナル、コンコース、航空管制塔、駐車場ができ、滑走路とエプロンが改善された。
その他の空港としては、エバンズビル地域空港、フォートウェイン国際空港（州空軍の戦闘機大隊と供用）、サウスベンド地域空港がある。ゲーリー・シカゴ国際空港をシカゴの第3の空港とする提案が以前から行われており、2006年初期にその後10年間で4,800万米ドルの連邦予算が承認され、計画が進行している。
テレホート国際空港は航空会社の便を運行せず、民間の用に供している。1954年以来インディアナ州空軍第181戦闘機大隊が駐留していた。しかし、2005年の基地再編計画で181戦闘機大隊はその役目を終え、F-16戦闘機が去って、一般用途のみになった。
州南部では、オハイオ川を渡ったケンタッキー州ルイビルのルイビル国際空港が利用できる。南東部はやはりオハイオ川対岸のケンタッキー州フローレンスにあるシンシナティ・ノーザンケンタッキー国際空港がある。北西部はシカゴ都市圏にあり、シカゴ・オヘア国際空港とシカゴ・ミッドウェー国際空港を利用している。

### 高規格道路
インディアナ州には州間高速道路として、64号線、164号線、65号線、265号線、465号線、865号線、69号線、469号線、70号線、74号線、80号線、90号線、94号線、275号線が通っている。インディアナポリス市内と周辺では様々な高規格道路が交差し、昔から主要鉄道や州を横切っていた運河の中継点になっている位置づけと共に、「アメリカの交差点」という州のモットーの根源になっている。州交通省が維持する州道も多い。これらはアメリカ国道と同じような番号付け方法を採っている。異なるクラスにある道路が同じ番号を持つことができる。例えば、州間高速道路64号線とインディアナ州道64号線が互いに近接して存在するが、特に関連がある訳ではない。

### 郡道
インディアナ州の大半の郡は格子状に配列された郡道を使っている。この仕組みが昔の無作為につけられた番号と名前の道路体系に代わり、識別しやすくなっている。この仕組みは氷河に削られて平らになっている北部や中央部ではうまく機能している。州の南側3分の1は田園部で、格子状配列が難しく、非体系的な命名になっている。
北部の郡には、格子配列を行わない、あるいは部分的に導入する郡もある。ダイアモンド状配列を行っている郡もある。ノックス郡はかつて異なる2つの測量格子に基づいて配列されていたために、2つの格子状配列を用いていたが、その後道路名を用い、道路を組み合わせることに決めた。
サウスベンド市が主要都市であるセントジョセフ郡の格子体系は、南北方向の道路にアルファベット順に木の名前をつけ、東西方向の道路にはやはりアルファベット順に著名人の名を付けた。ハミルトン郡はインディアナポリス市中心街からの番号を継承し、郡内は96番通りからティプトン郡と接する296番通りまで続いている。

### 鉄道
州内には全長4,255マイル (6,800 km) の鉄道路線があり、その91%がCSXトランスポーテーションやノーフォーク・サザン鉄道など一級鉄道会社により運営されている。その他の一級鉄道会社としては、カナディアン・ナショナル鉄道、カナダ太平洋鉄道の子会社であるスー・ライン鉄道、およびアムトラックがある。残り9%は地元の鉄道会社37社が運行している。シカゴからサウスベンドには最も重要な通勤線であるサウスショアー線がある。2002年にパーソンズ・コーポレーションが策定した計画に沿って、鉄道の整備を進めている。インディアナポリス市にあるモノン・トレイルなど多くの余暇用トレイルは廃線跡を利用して造られてきた。

### 港
州内からは毎年水路によって7,000万トン以上の貨物を出荷している。これは国内50州の中で第14位である。州境の半分以上が水路であり、ミシガン湖から五大湖セントローレンス・シーウェイとオハイオ川を使う内陸ウォータウェイシステムという2つの水上輸送路に直接アクセスできる。その延長は400マイル (640 km) ある。州港湾部がバーンズハーバー、ジェファーソンビル、マウントバーノンの3港を運営している。
エバンズビルでは、公共3つと民間幾つかの港湾施設があり、オハイオ川を運行する5つの貨物船ラインが年中利用している。エバンズビルは125年前から税関港になっている。このことで国際貨物を保税で積み卸しできる。国際貨物は海岸の港ではなく、エバンズビルで入関できる。

## 教育
1816年に制定されたインディアナ州憲法により、国内では初めて公共教育に州の予算を充てることになった。公立大学に1郡区相当の土地も確保した。しかしその計画は開拓時代にはあまりに理想的過ぎたので、税金を流用できなかった。1840年代、ケイレブ・ミルズが税金で支える学校の必要性を提唱し、1851年の新憲法にその提案が入れられた。
公立学校体系の成長は法律的な問題で滞ったが、1870年には多くの公立小学校が使われていた。子供の大半は公立学校に通ったが、10%近くは私立学校や教区学校に入学した。大学生のほぼ半分は州が支援する4年制学校に入った。
州最大の教育機関はインディアナ大学であり、その旗艦校は1820年にインディアナ神学校として設立されたものである。1865年に師範学校としてインディアナ州立大学が設立された。パデュー大学は1869年に公有地貸与大学として認可された。このほか、ビンセンズ大学（1802年設立）、ボール州立大学（1918年設立）、南インディアナ大学（1965年設立）が独立系州立大学となった。
私立のカレッジと大学の多くは宗教系のものである。ノートルダム大学とセントフランシス大学は人気のあるローマ・カトリック系大学である。プロテスタント系大学としては、アンダーソン大学、バトラー大学、テイラー大学、デポー大学、アールハム・カレッジ、ヴァルパライソ大学、エバンズビル大学がある。
テイラー大学は中西部の地域カレッジ109校の中で、USニューズ・サーベイによるアメリカの最良のカレッジの第1位に5年連続してなった。さらにローズ・ハルマン工科大学は同雑誌による最良の工科大学院課程に2000年以降ランクされている。
アイビー工科コミュニティカレッジは国内最大の州全体に渡る単一学部を持つコミュニティカレッジである。毎年20万人近い学生が利用する州最大の公共高等教育機関となっている。

### 単科及び総合大学
| 州立 - ボール州立大学 - インディアナ州立大学 - インディアナ大学システム - インディアナ大学ブルーミントン校（本部） - en:Indiana University East - インディアナ大学ココモ校 - en:Indiana University Northwest - インディアナ大学サウスベンド校 - en:Indiana University Southeast - en:Indiana University Purdue University at Columbus - Indiana University Purdue University at Fort Wayne - インディアナ大学-パデュー大学インディアナポリス校 - en:Ivy Tech State College - パデュー大学システム - パデュー大学 - Purdue University Calumet - Purdue University North Central - en:Indiana University Purdue University at Columbus - Indiana University Purdue University at Fort Wayne - インディアナ大学-パデュー大学インディアナポリス校 - Purdue University School of Technology - Purdue University School of Technology at Anderson - Columbus - Purdue University School of Technology at Indianapolis - Purdue University School of Technology at Kokomo - Purdue University School of Technology at Muncie - Purdue University School of Technology at New Albany - Purdue University School of Technology at Richmond - Indiana University South Bend - Purdue University School of Technology at Versailles - 南インディアナ大学 - en:Vincennes University | 私立 - Ancilla College - アンダーソン大学 - Bethel College - バトラー大学 - Calumet College of St. Joseph - en:Christian Theological Seminary - Concordia Theological Seminary Fort Wayne - デポー大学 - en:Earlham College - en:Franklin College - en:Goshen College - Grace College - en:Hanover College - en:Holy Cross College - ハンチントン大学 - インディアナ工科大学 - en:Indiana Wesleyan University - en:Manchester College - en:Marian College - Martin University - Oakland City University - ローズ・ハルマン工科大学 - Saint Joseph's College - Saint Mary-of-the-Woods College - Saint Mary's College - en:Taylor University - en:Tri-State University - エバンズビル大学 - インディアナポリス大学 - ノートルダム大学 - University of Saint Francis - ヴァルパライソ大学 - en:Wabash College |

## 芸術・文化
- 参照：インディアナ州のテレビ局一覧
- 参照：インディアナ州のラジオ局一覧

### 美術館・博物館
- インディアナ州立博物館
- インディアナポリス子供博物館
- インディアナポリス美術館

### オーケストラ
- インディアナポリス交響楽団

### 催事
- イカスコン

### スポーツチーム
| - インディアナポリス・コルツ, NFL - インディアナ・ペイサーズ, NBA - インディアナ・フィーバー, WNBA - インディアナポリス・アイス, CHL | - マイナーリーグ - インディアナポリス・インディアンズ (3A) - サウスベンド・シルバー・ホークス (1A) - フォートウェイン・ウィザーズ |

## 日本との関連
州内には自動車関連企業を中心に多くの日本企業が進出している。インディアナポリス南東部にあるコロンバス市では家族も含めると300人以上の日本人/日系人が暮らしている。しかし、製造業のため日本人/日系人が住んでいないか数人しか住んでいないような中規模以下の都市に進出する企業が多い。

### 代表的な日系企業
- スバル・オブ・インディアナ・オートモーティブ
- トヨタ・モーター・マニュファクチャリング・インディアナ
- Enkei America Incorporated

## その他

### 同州出身者
あ行
- ベーブ・アダムズ - 野球選手
- ウィリアム・アフィルス - プロレスラー
- タマシン・アレン - 牧師
- デヴィッド・アンスポー - 映画監督
- マリオン・T・アンダーソン - アメリカ南北戦争の名誉勲章受賞者
- ロバート・ウィッシュネフスキー - 野球選手
- デニース・ウィリアムズ - ソウル歌手
- ウェンデル・ルイス・ウィルキー - 政治家
- カート・ヴォネガット - 小説家
- ゴードン・オールポート - 心理学者

か行
- グレッグ・キニア - 俳優
- マックス・キャリー - 野球選手 (アメリカ野球殿堂表彰者)
- ダン・クエール - 第44代アメリカ合衆国副大統領
- アレックス・グラマン - 野球選手
- ボブ・グリーシー - アメリカンフットボール選手
- ガス・グリソム - 宇宙飛行士
- チャック・クライン - 野球選手 (アメリカ野球殿堂表彰者)
- ウォルター・グレシャム - 政治家
- ショーン・ケンプ - バスケットボール選手
- ジェームズ・コールマン - 社会学者

さ行
- カーネル・サンダース - ケンタッキーフライドチキン創業者
- ジャネット・ジャクソン - 歌手
- ジャーメイン・ジャクソン - 歌手
- ティト・ジャクソン - 歌手
- マイケル・ジャクソン - ポップ歌手
- ラトーヤ・ジャクソン - 歌手
- ジム・ジョーンズ - カルト教団・人民寺院教祖
- トミー・ジョン - 野球選手
- J・J・ジョンソン - ジャズ・トロンボーン奏者
- ジョセフ・E・スティグリッツ - 経済学者
- ウェンデル・スタンリー - 生化学者
- リサ・ステッグマイヤー - タレント
- イジー・ストラドリン - ミュージシャン
- ヴェスト・スライファー - 天文学者
- スティーヴン・ソマーズ - 映画監督

た行
- オスカー・チャールストン - 野球選手 (アメリカ野球殿堂表彰者)
- ジェームズ・ディーン - 俳優
- ニコラス・ディンスモア - プロレスラー
- ジョン・デリンジャー - 銀行強盗・ギャング
- セオドア・ドライサー - 作家
- サム・トンプソン - 野球選手 (アメリカ野球殿堂表彰者)

な行
- ブルース・ナウマン - 芸術家

は行
- ジョセフ・ウォーカー・バー - 政治家
- ジェームズ・バスケット - 俳優
- ラリー・バード - バスケットボール選手
- ゲイリー・バートン - ヴィブラフォン奏者
- ビリー・ハーマン - 野球選手・監督 (アメリカ野球殿堂表彰者)
- アーニー・パイル - ジャーナリスト
- アン・バクスター - 女優
- フレディ・ハバード - トランペット奏者
- シャーメル・サリバン・ハフマン - プロレスラー
- ボブ・パリス - ボディビルダー
- ラリー・ビグビー - 野球選手
- エリック・ヒルマン - 野球選手
- ドリー・ファンク・シニア - プロレスラー
- ドリー・ファンク・ジュニア - プロレスラー
- ヴィヴィカ・フォックス - 女優
- ミック・フォーリー - プロレスラー
- モーデカイ・ブラウン - 野球選手・監督 (アメリカ野球殿堂表彰者)
- フォード・フリック - MLB3代目コミッショナー (アメリカ野球殿堂表彰者)
- エイヴリー・ブルックス - 俳優
- ブレンダン・フレイザー - 俳優
- ジョン・ヘイ - 政治家
- マーサ・ベイカー - 南北戦争の著名看護婦
- ベイビーフェイス - 歌手
- マイク・ペンス - 第48代アメリカ合衆国副大統領
- ジョシュア・ベル - バイオリニスト
- ラトロイ・ホーキンズ - 野球選手
- ハワード・ホークス - 映画監督
- ブレイン・ホーガン - 俳優
- コール・ポーター - 作曲家・作詞家
- ギル・ホッジス - 野球選手・監督
- ジミー・ホッファ - 全米トラック運転組合（International Brotherhood of Teamsters）元委員長
- シドニー・ポラック - 映画監督
- ダニー・ホリー - プロレスラー

ま行
- トーマス・ライリー・マーシャル - 政治家
- ザック・マーティン -　アメリカンフットボール選手
- スコット・マクネリ - 実業家
- スティーブ・マックイーン - 俳優
- ブラッド・ミラー - バスケットボール選手
- フェリド・ムラド - 医学者
- ジョン・メレンキャンプ - ハートランドロック・ミュージシャン
- ウェス・モンゴメリー - ジャズ・ミュージシャン
- ドン・マッティングリー - 野球選手

や行
- ハロルド・ユーリー - 化学者
- ディック・ヨーク - 俳優

ら行
- サム・ライス - 野球選手 (アメリカ野球殿堂表彰者)
- ドン・ラーセン - 野球選手
- ウォルター・ラフィーバー - 歴史学者
- ジョニー・リンゴ - ガンマン（『駅馬車』リンゴ・キッドのモデル）
- エイモス・ルーシー - 野球選手 (アメリカ野球殿堂表彰者)
- デイヴィッド・レターマン - 司会者
- クリストファー・ロウ - ミュージシャン（アタリス）
- アーロン・ローザンド - バイオリニスト
- エド・ローシュ - 野球選手 (アメリカ野球殿堂表彰者)
- デイヴィッド・リー・ロス - ミュージシャン
- アクセル・ローズ - ミュージシャン
- ケニー・ロフトン - 野球選手
- スコット・ローレン - 野球選手
- キャロル・ロンバード - 女優

わ行
- ロバート・ワイズ - 映画監督
- チェスター・ワッツ - 天文学者

### 州の象徴など
- 州民の代名詞－フージャー
- 州の鳥 - ショウジョウコウカンチョウ
- 州の花 - ボタン
- 州の木 - ユリノキ
- 州の川 - ウォバッシュ川

### 日本の姉妹都市
- 栃木県 - （インディアナ州）
- 愛知県 - （インディアナ州）、2017年[133]
- 大阪府河内長野市 - （カーメル市）
- 愛知県みよし市 - （コロンバス市）、1995年
- 栃木県栃木市 - （エバンズビル市）
- 栃木県茂木町 - （スピードウェイ町）
- 岩手県久慈市 - （フランクリン市）
- 富山県高岡市 - （フォートウェイン市）、1977年
- 宮城県角田市 - （グリーンフィールド市）、1990年
- 長野県塩尻市 - （ミシャワカ市）
- 群馬県太田市 - （ウエストラファイエット市）
- 静岡県静岡市 - （シェルビービル市）、1998年
- 島根県雲南市 - （リッチモンド市）
- 岐阜県多治見市 - （テレホート市）

## レファレンス
- インディアナ生活ガイドブック インディアナ日米協会発行
- 生活情報ガイドブック「オハイオ・インディアナ・ケンタッキー便利帳」Y's Publishing Co., Inc. 発行
- AAA TourBook Illinois/Indiana/Ohio版